# Westliche Honigbiene
Die Westliche Honigbiene (Apis mellifera), auch Europäische Honigbiene, meist einfach Biene oder Honigbiene genannt, gehört zur Familie der Echten Bienen (Apidae), innerhalb derer sie eine Vertreterin der Gattung der Honigbienen (Apis) ist. Ihr ursprüngliches Verbreitungsgebiet war Europa, Afrika und Vorderasien. Da dieses Insekt Honig produziert, wird sie durch den Menschen genutzt (Imkerei) und zählt zu den wichtigsten Nutztieren in der Landwirtschaft. Die Westliche Honigbiene wurde weltweit verbreitet, unter anderem während der Kolonialisierung anderer Kontinente durch die Europäer. Wie einige andere Bienenarten ist auch sie ein staatenbildendes Fluginsekt. In Asien kommen acht weitere Arten der Gattung Honigbienen vor. Die bekannteste davon ist die Östliche Honigbiene (Apis cerana), der ursprüngliche Wirt der Varroamilbe (Varroa destructor), die als der bedeutsamste Honigbienenschädling weltweit gilt.

## Unterarten

Ursprüngliches Verbreitungsgebiet der Unterarten in Europa und im vorderen Orient (nach der letzten Eiszeit).

Es gibt etwa 25 Unterarten der Apis mellifera, die üblicherweise als Bienenrassen bezeichnet werden. Dies weil gerade die vorwiegend in der Imkerei gehaltenen europäischen Unterarten züchterisch bearbeitet wurden und inzwischen weltweit verbreitet sind. Daher ist in der Bienenwissenschaft der Begriff Rasse auch für Unterarten gebräuchlich. Die europäischen Rassen haben sich in der heutigen Form erst nach der letzten Eiszeit bei der Neubesiedlung herausgebildet. Die Rasse Dunkle Europäische Biene (Apis mellifera mellifera) verbreitete sich dabei in den gemäßigten und kühleren Klimazonen Europas, so zum Beispiel in Deutschland, Österreich und der Schweiz mit den Alpen als natürliche Barriere gegen wärmere südlichere Länder. In der Imkerei werden heute am häufigsten die Kärntner Biene (Apis mellifera carnica), die Zuchtrasse Buckfastbiene und in südlicheren Ländern die Italienische Biene (Apis mellifera ligustica) verwendet. In Nord-, Mittel- und Südamerika nimmt die Verbreitung der wegen ihrer Aggressivität nicht geschätzten Afrikanisierten Honigbiene zu.
Die Unterarten der Westlichen Honigbiene können in Gruppen unterteilt werden (weitgehend nach Ruttner):
- dunkle Honigbienen aus Nord- und Westeuropa sowie Nordafrika
- Carnica-Gruppe
- Bienen des tropischen Afrikas
- Bienen des Vorderen Orients
- die mittelasiatische Apis mellifera pomonella

Dazu kommen Zuchtrassen wie die Buckfastbiene und die sich inzwischen in Amerika selbsttätig verbreitende Afrikanisierte Honigbiene.

## Geschichte

Honigjäger oder -jägerin als mittelsteinzeitliche Höhlenmalerei in den Cuevas de la Araña bei Valencia (Spanien)

Die Honigbiene spielt seit jeher eine wichtige Rolle innerhalb vieler Ökosysteme und unterstützt die Bestäubung einer Vielzahl von Pflanzen (→Symbiose).
Schon seit mehreren tausend Jahren nutzt der Mensch die Honigbiene in Europa. So entstand die Felsmalerei aus Cuevas de la Araña, die eine frühe Form der Bienennutzung zeigt, etwa 10.000 bis 6.000 vor Chr.
Obwohl spätestens seit dem 7. Jahrtausend v. Chr. Bauern des Neolithikums Bienen gezielt gehalten haben, wurde die Art bis heute nicht wirklich domestiziert. Eine Zucht von Honigbienen wurde dadurch erschwert, dass die erwünschten Eigenschaften, wie hoher Honigertrag, Leistungen des gesamten Volkes sind, das nicht genetisch identisch ist, während für die Zucht ausschließlich Königinnen beeinflusst werden. Durch die mehrfache Paarung abseits des Stocks war es zudem fast unmöglich, die väterliche Erblinie zu beeinflussen. Eine tatsächliche Bienenzucht, mit gezielter Auswahl von Königinnen, begann nicht früher als im 19. Jahrhundert. Die Bienenzucht vorher beruhte auf der Auswahl geeigneter Stämme oder Rassen, die sich im Verbreitungsgebiet der Wildform mit dieser rückkreuzten und genetisch kaum von ihr unterscheidbar sind. Dies hat auch Vorteile: Anders als bei anderen Haustieren kam es bei der Bienenhaltung nie zu einem genetischen Flaschenhals.
Vor ca. 7000 Jahren begann die gezielte Haltung von Bienen in Zentralanatolien, und auch im Alten Ägypten gab es vor etwa 4000 Jahren eine hochentwickelte Bienenhaltung. Das Zeichen der Biene wurde zum Machtzeichen der Pharaonen in Unterägypten. In der Hieroglyphenschrift wird Herrschaft durch die Bienenkönigin symbolisiert. Der König wurde durch die Bienenkönigin dargestellt, einfache Arbeiter dagegen als Bienen. Wahrscheinlich betrieben die alten Ägypter bereits vor 2000 v. Chr. Bienenzucht. Beuten bestanden dort aus geflochtenem Rohr, mit Lehm verschmiert, oder aus gebranntem Ton, wie sie auch noch heute in einigen Gegenden üblich sind.
In der Bibel wird an vielen Stellen von Honig gesprochen. Johannes der Täufer hat sich von Heuschrecken und wildem Honig ernährt. Im Talmud sind bereits Kenntnisse über Entwicklung und das Schwärmen von Bienen enthalten. Es wird von verschiedenen Bienenwohnungen aus Stroh und Rohrgeflecht berichtet.
In Griechenland wurden um 600 v. Chr. die ersten Gesetze betreffend Bienen erlassen. Auch das heutige Bienenrecht hat eine lange Tradition und ist im BGB verankert. Bienensegen sollten den Bienenschwarm zähmen. Erst in den letzten 300 Jahren wird die Biene auch von Biologen erforscht und ihr Verhalten untersucht.
Als gemeine Figur steht die Biene in Wappen für Fleiß, Arbeitseifer und Ordnung. Papst Urban VIII. trug drei Bienen als Symbole für Arbeit, Sparsamkeit und Süße in seinem Wappen.

## Körperbau

Anatomie der Honigbiene

Die Körperlänge der Tiere beträgt 15 bis 18 Millimeter bei der Königin, 13 bis 16 Millimeter bei Drohnen und 11 bis 13 Millimeter bei Arbeiterinnen. Die Arbeiterinnen erreichen ein Durchschnittsgewicht von 82 Milligramm, die Königin dagegen ein Gewicht von 250 bis 300 Milligramm. Diese Zahlenwerte gelten für die fast ausschließlich weltweit in der Imkerei gehaltenen europäischen Rassen der Westlichen Honigbiene, einige Rassen aus den wärmeren Klimaregionen Afrikas sind dagegen kleiner. Man kann die Königin leicht an ihrer Größe und dem verlängerten Hinterleib erkennen. Die Drohnen unterscheiden sich von den Arbeiterinnen vor allem durch ihre deutlich größeren Facettenaugen.
Die Grundfarbe der Westlichen Honigbiene ist braun, wobei bei einigen Rassen vor allem die ersten Hinterleibssegmente auch gelblich, orange über rot bis lederbraun gefärbt sein können. Am hinteren (basalen) Bereich besitzen die Segmente des Hinterleibs (Abdomen) jeweils eine helle, filzartige Haarbinde, die die helle und dunkle Streifenfärbung bewirkt. Anders als oft z. B. in Kinderbüchern dargestellt, ist der Hinterleib der Honigbiene also nicht schwarz-gelb gefärbt, im Unterschied zur schwarz-gelben Warnfärbung der Wespe. Der Brustteil (Thorax) der Tiere ist gelbbräunlich behaart.

### Flügel

Hier erkennt man die Harkenreihe des Hinterflügels, der in den Vorderflügel im Flug eingeharkt werden kann

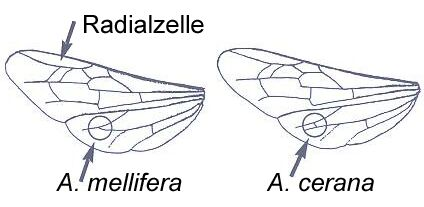
Vergleich der Vorderflügel der Westlichen (links) und der Östlichen Honigbiene

Die Radialzelle des Vorderflügels ist schmal und sehr langgezogen und hat fast parallele Seiten mit nur einer leichten Krümmung. Die Bienen besitzen kräftige Flügelantriebsmuskeln, die für die Flügelbewegungen sorgen. Daneben können die Vibrationen der Thoraxmuskeln zur Temperaturregulierung im Stock genutzt werden. Es wird über sie entweder Wärme erzeugt, oder aber die Bienen setzen das Flügelfächeln zur Ventilation ein. Mit Hilfe ihrer Flugmuskulatur können die Bienen auch Laute erzeugen, was allerdings recht selten passiert. Beispiele dafür sind das sogenannte Tuten und Quaken junger Königinnen kurz vor und nach dem Schlüpfen und das „Bepiepen“ beim Trachttanz, wenn die Trachtquelle versiegt ist. An den beiden Hinterflügeln der Honigbiene sind kleine Harken (siehe Bild). Mit ihnen lassen sich die vier einzelnen Flügel zu einem großen Flügelpaar zusammenkoppeln, womit die Biene den Auftrieb erhöhen kann.

### Stachel

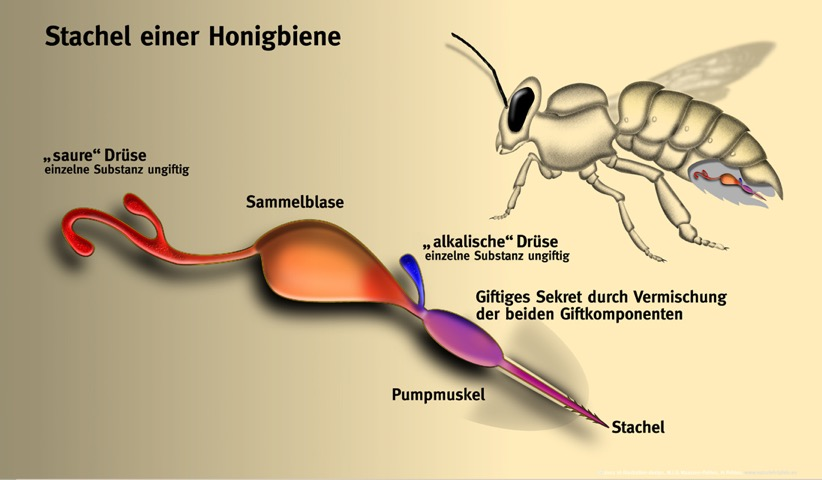
Stachel der Honigbiene

Königin und Arbeiterinnen besitzen als weibliche Tiere einen Giftstachel. Zu Gunsten des Eierlegens hat sich jedoch bei der „Brutmaschine“ Königin der Stachelapparat zurückgebildet. Dieser ist somit nur bei den Arbeiterinnen voll ausgebildet. Der Giftstachel der Honigbiene ging in der Entwicklungsgeschichte aus einem Legestachel hervor. Die meisten Bienenarten besitzen ebenfalls einen Giftstachel zur Verteidigung. Der Stachel der Arbeiterinnen hat als Besonderheit kleine Widerhaken. Wenn der Stachel gegen Insekten eingesetzt wird, bleibt er im Gegensatz zu Säugetierhaut nicht stecken.

### Beine

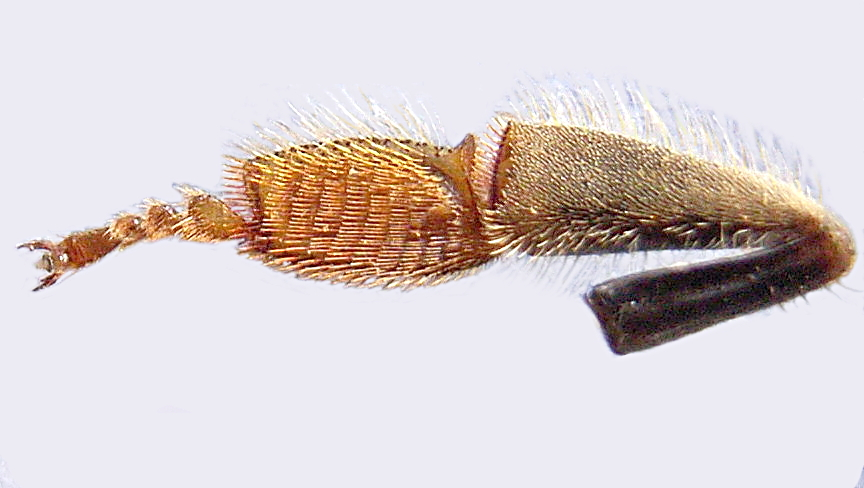
Innenseite eines Hinterbeines; Erstes, stark vergrößertes Tarsenglied mit „Bürstchen“ in Bildmitte.

Die Beine der Honigbienen sind wie die anderer Insekten gegliedert. Die Hinterbeine der Arbeiterinnen spielen wie auch bei vielen anderen Bienenarten beim Pollensammeln eine große Rolle, weswegen das erste Tarsenglied stark verbreitert ist. An seiner Innenseite trägt es einen dichten Besatz von Haarborsten, das so genannte „Bürstchen“, mit dessen Hilfe die Biene hängengebliebenen Pollen von ihrem behaarten Körper oder ihren anderen Beinen abbürsten kann. Ein Pollenkamm am Ende jedes Unterschenkels hilft, den Blütenstaub aus dem Bürstchen des jeweils anderen Hinterbeines herauszukämmen. Der Unterschenkel ist außen mit langen Haaren besetzt, die eine flache Vertiefung, das „Körbchen“, umsäumen. Mit Hilfe eines Fersensporns wird der Pollen durch eine Spalte zwischen Fuß und Unterschenkel aus dem Pollenkamm heraus und auf die Körbchenseite des Unterschenkels gedrückt. Im Körbchen können dann größere Pollenmengen in Form von „Höschen“ gesammelt und zum Stock transportiert werden.

Honigbiene mit Mundwerkzeug

### Mundwerkzeuge und Verdauung
Die Honigbiene hat wie alle Bienen leckend-saugende Mundwerkzeuge. Neben den Mandibeln besitzen sie einen Saugrüssel, der aus den miteinander verwachsenen Maxillen und dem Labium besteht. Beim Nektarsaugen gelangt der Nektar, nachdem er den Rüssel passiert hat, in die Speiseröhre und anschließend in den Honigmagen, der dem eigentlichen Darm vorgeschaltet ist. Dieser Honigmagen (Synonyme: Honigblase, Sozialmagen) dient als Behälter, aus dem andere Stockmitglieder mit Nahrung versorgt werden können, indem die Arbeiterin den Nektar wieder erbricht. Ein Teil des dort gehorteten Nektars dient aber auch der Eigenversorgung. Über ein ventilartiges Verbindungsstück ist der Honigmagen mit dem Bienendarm verbunden. Wird das Ventil geöffnet, fließt Nektar in den Darm und kann dort verdaut werden.

### Augen

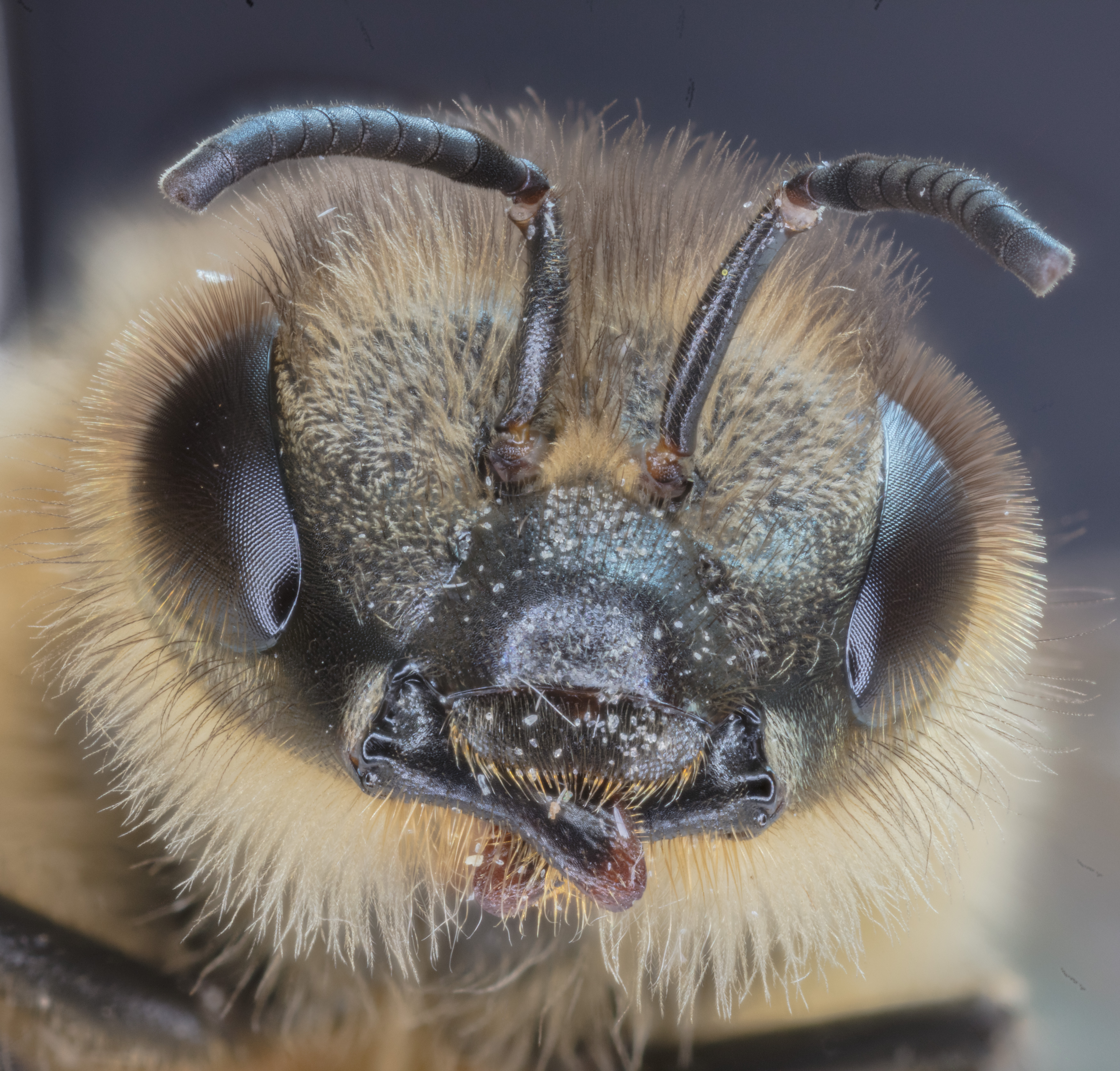
Makroaufnahme des Kopfes

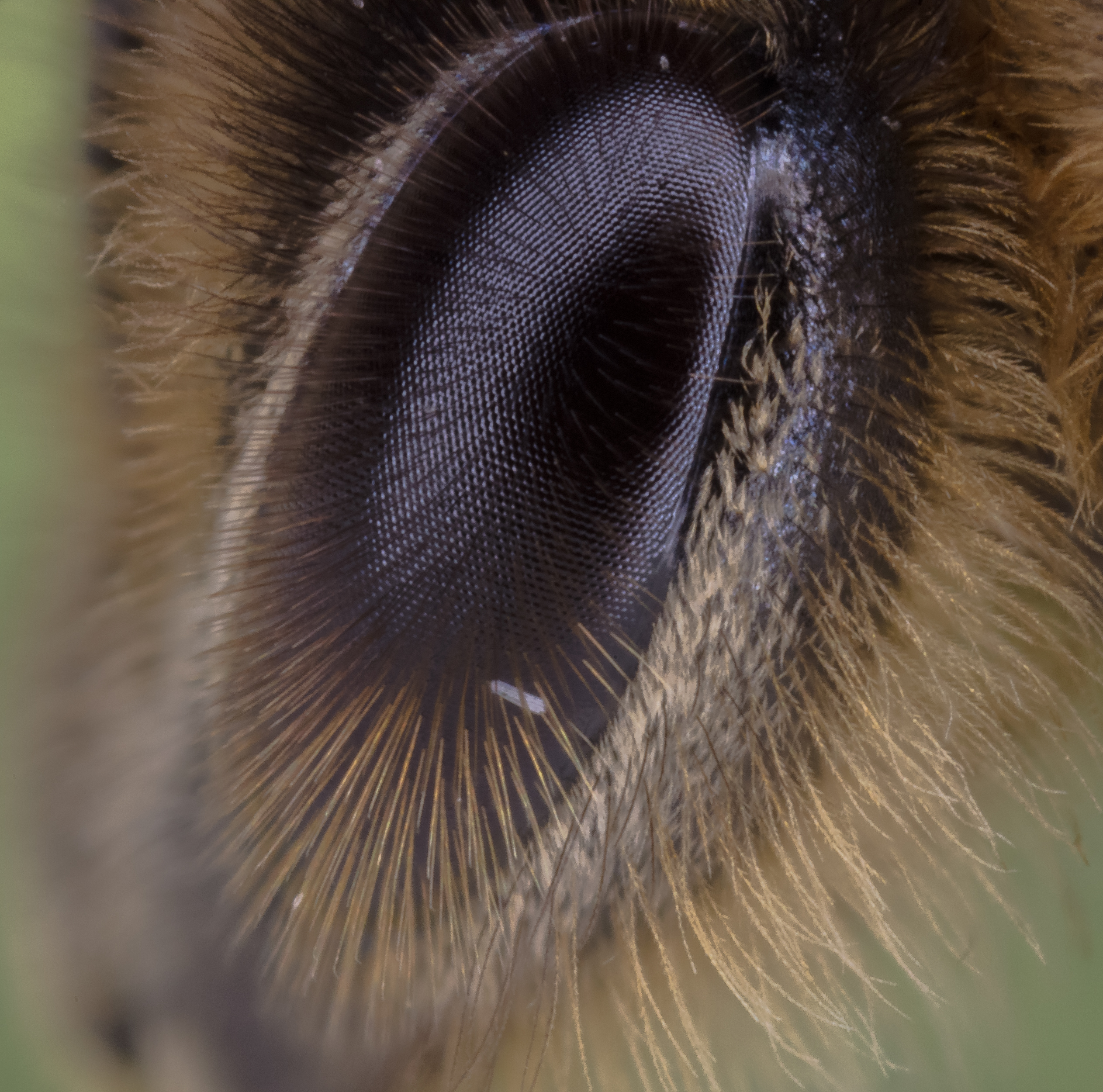
Detail des Auges

Die Facettenaugen der Honigbiene sind mit feinen Härchen überzogen (siehe Bilder). Das unterscheidet sie eindeutig von fast allen Wildbienen. Die Augen von Arbeiterinnen und Königinnen sind etwa gleich groß, die der Königinnen wirken kleiner aufgrund von deren höherer Körpergröße. Diejenigen der Drohnen sind erheblich größer. Bei Arbeiterinnen wurden über 5000, bei den Königinnen knapp 4500 Facetten (Einzelaugen, Ommatidien) gezählt, bei den Drohnen sind es ungefähr 10000. Außer den Komplexaugen besitzen Bienen drei Einzelaugen (Ocellen) auf der Stirn zwischen diesen.

## Sozialstruktur

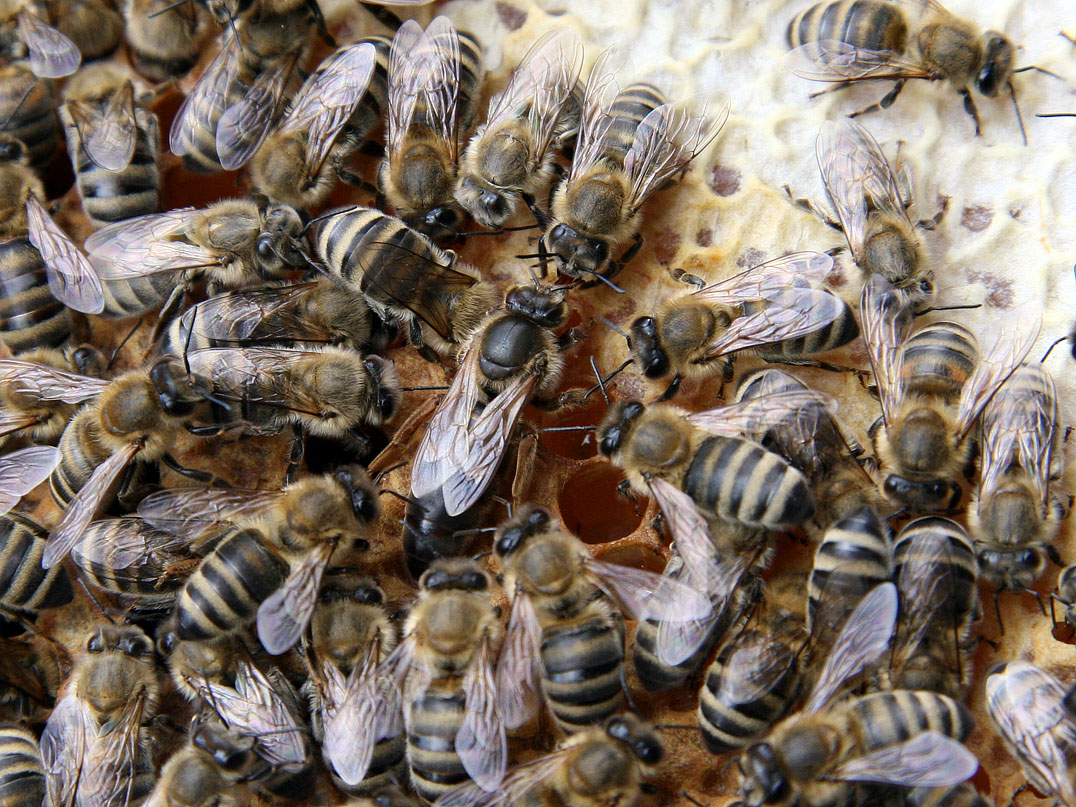
Die Bienenkönigin (Mitte) mit ihrem Hofstaat. Die Königin wird gerade von einer Arbeiterin gefüttert.

Honigbienen sind Insekten und lassen sich domestizieren und gradweise auch zähmen. Eine erfolgreiche Haltung erfordert, den Bien zu verstehen.

### Phänotypen
Im Bienenstock gibt es drei Typen von Bienen, die sich in Größe und Körperform unterscheiden. Die Königin ist etwas größer und hat einen langen und schlanken Hinterleib, der die Flügelspitzen weit überragt. Sie ist normalerweise das einzige voll entwickelte Weibchen im ganzen Stock, sozusagen die Mutter des gesamten Bienenstaates. Die große Masse des Volkes wird von den Arbeiterinnen gebildet, zigtausend kleineren Weibchen, deren Ovarien im Vergleich zur Königin viel kleiner und wesentlich weniger leistungsfähig, aber dennoch voll funktionsfähig ausgebildet sind.
Von einer gesunden Königin wird fortlaufend eine Botenstoffmischung, die sogenannte Königinnensubstanz (englisch: Queen Mandibular Pheromone – QMP), aus ihren Mandibeldrüsen in den Stock abgegeben. Das in dieser Mischung enthaltene Pheromon namens 9-Oxo-trans-2-Decensäure unterdrückt bei den Arbeiterinnen die Funktion ihrer Ovarien und damit eine mögliche Eiablage. Aus unterschiedlichen Gründen kommt es bei der einen oder anderen Arbeiterin gelegentlich dazu, dass die Pheromone der Königin nicht wie beabsichtigt wirken und diese Arbeiterin dann Eier legt. Deshalb kontrollieren sich alle Arbeiterinnen ständig gegenseitig, ob eine von ihnen doch Eier legt, welche dann von den anderen Arbeiterinnen oder der Königin unverzüglich abgetötet werden.

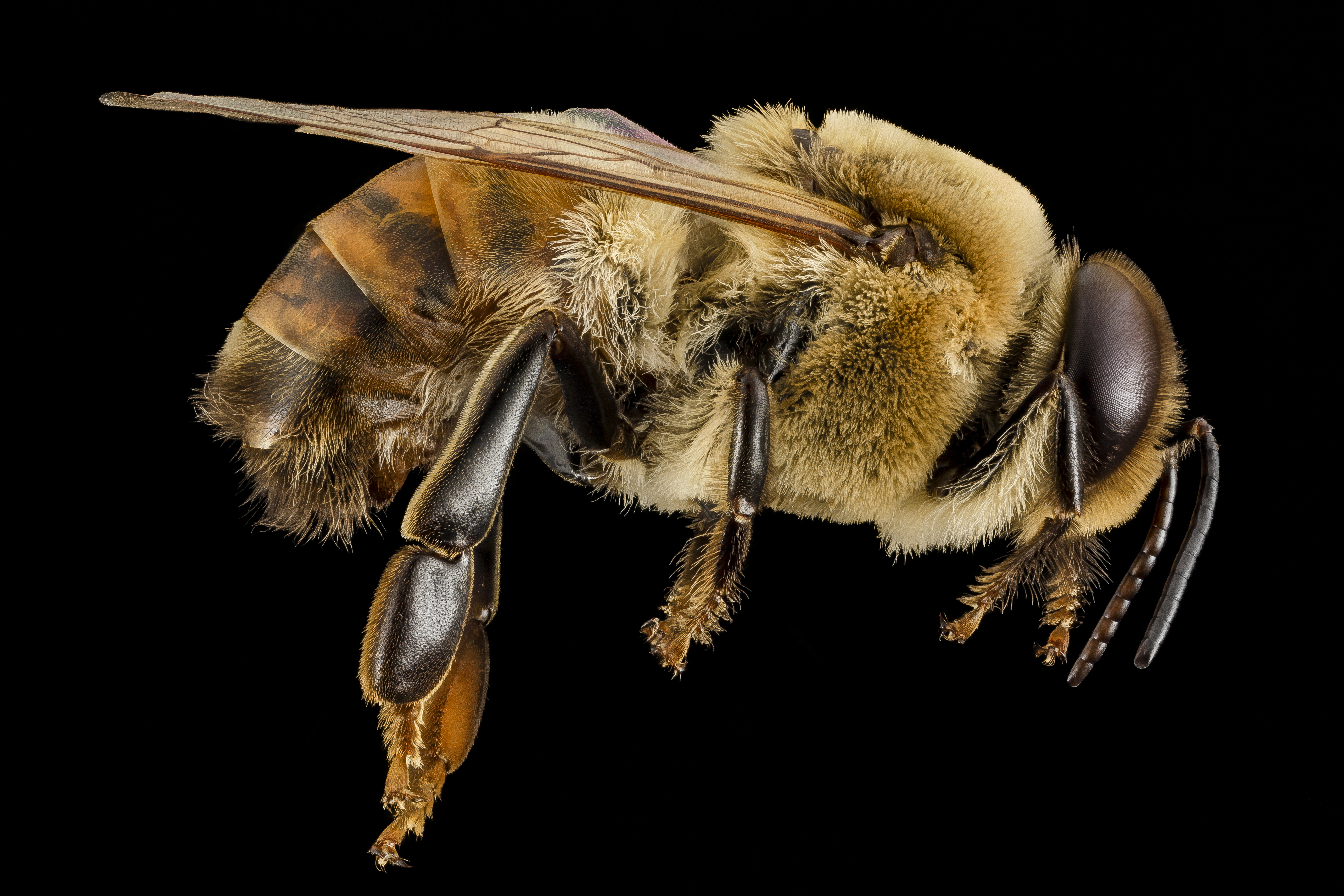
Drohn (männliche Biene)

Außerdem sorgt diese Botenstoffmischung für eine Veränderung des Lernverhaltens der jungen Arbeiterinnen. Als frisch geschlüpfte Bienen sind sie in ihren ersten Lebenstagen dafür zuständig, ihre Königin zu füttern und zu pflegen. Bei dieser Tätigkeit sind sie hohen Dosen von QMP ausgesetzt, welches in erster Linie bewirkt, dass bei jungen Arbeiterinnen aversives Lernen verhindert wird. Sie entwickeln folglich keine Aggressionen untereinander und gegen ihre Tätigkeit, und verrichten ihre Aufgabe friedlich und widerstandslos. Insbesondere verzichten sie dadurch auf den Einsatz ihres Stachels bei unangenehmen Erfahrungen im Bienenstock. Dagegen ist appetitives Lernen durchaus ausgeprägt, d. h. angenehme Reize führen zu Lernerfahrungen. Mit fortschreitendem Alter der Bienen lässt der Einfluss der Pheromone zu ihrem Überlebensvorteil nach, da nun die Arbeiterinnen andere Aufgaben wie beispielsweise die Nahrungssuche übernehmen müssen. Hierbei ist Lernen auch durch unangenehme Erfahrungen unbedingt erforderlich.
Zur Zeit, in der auch Schwärme möglich sind, etwa von April bis Juli, gibt es als dritten Phänotyp auch noch ca. 500 bis maximal 2000 Drohnen im Bienenvolk. Diese sind größer als die Arbeiterinnen und fallen durch ihre plumpe, gedrungenere Körperform und ihre großen Augen auf. Sie besitzen als männliche Tiere keinen Giftstachel. Ihre Antennen sind darauf spezialisiert, den Pheromonduft von jungen Königinnen aufzunehmen, um sich dann hoch in der Luft (im Flug) mit diesen zu paaren, siehe auch Drohnensammelplatz.

### Vergleich
|                  | Königin                           | Arbeiterin                                    | Drohn             |
| ---------------- | --------------------------------- | --------------------------------------------- | ----------------- |
| Ei („Stift“)     | befruchtet                        | befruchtet                                    | unbefruchtet      |
| Geschlecht       | ♀ weiblich                        | ♀ weiblich                                    | ♂ männlich        |
| Genom            | diploid                           | diploid                                       | haploid           |
| Ablage in        | Weiselzelle                       | Arbeiterinnenzelle                            | Drohnenzelle      |
| Fütterung        | Königinnen- oder Weiselfuttersaft | Arbeiterinnenfuttersaft, später Mischfutter   | Drohnenfuttersaft |
| Entwicklungszeit |                                   |                                               |                   |
| • Ei             | • 3 Tage                          | • 3 Tage                                      | • 3 Tage          |
| • Larve          | • 5 Tage                          | • 6 Tage                                      | • 7 Tage          |
| • Puppe          | • 8 Tage                          | • 12 Tage                                     | • 14 Tage         |
| (in Summe)       | 16 Tage                           | 21 Tage                                       | 24 Tage           |
| Schlupfgewicht   | etwa 200 mg                       | etwa 100 mg                                   | etwa 200 mg       |
| Körperlänge      | 18–22 mm                          | 12–15 mm                                      | 15–17 mm          |
| Geschlechtsreife | etwa 7 Tage                       | keine                                         | etwa 14 Tage      |
| Lebensdauer      | 3–4 Jahre                         | 4–7 Monate (im Winter) 2–6 Wochen (im Sommer) | 1–3 Monate        |

### Fortpflanzung

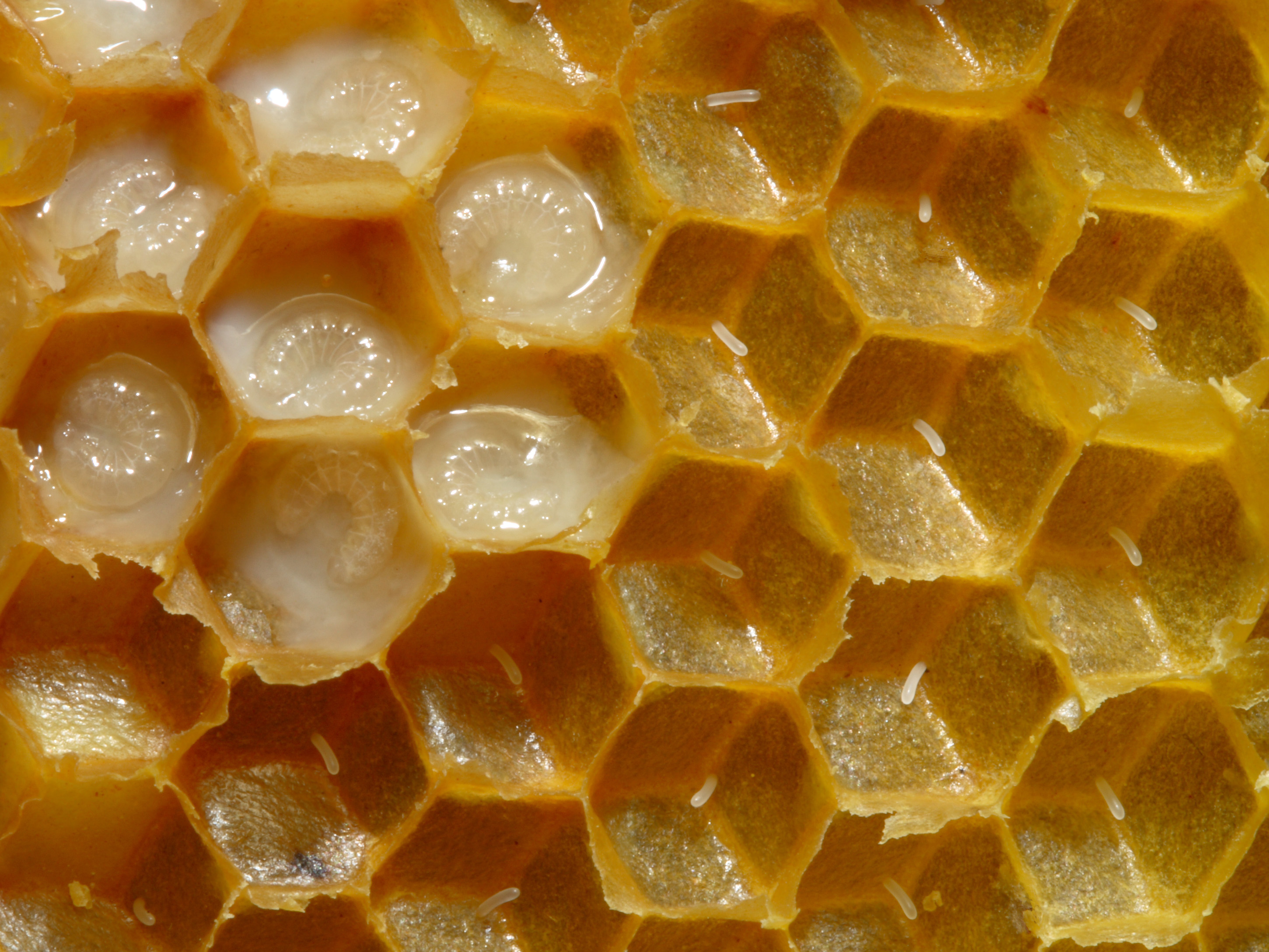
Etwa 3 bis 4 Tage alte Drohnenlarven im milchigen Futtersaft liegend und am Zellenboden haftende stiftförmige Eier

Die heute weltweit in der Imkerei gehaltenen Rassen der Westlichen Honigbiene leben in einem Staat, der als Maximum etwa zur Sommersonnenwende 40.000 bis 60.000 Bienen beherbergt. Die meiste Zeit des Jahres besteht das Bienenvolk nur aus Weibchen: aus der Königin, die als einzige Eier legt (bis zu 2000 Stück am Tag), und aus den unfruchtbaren Arbeiterinnen, die Pollen und Nektar sammeln, die Larven aufziehen und den Stock verteidigen. Ab dem Frühsommer werden auch laufend einige hundert männliche Bienen (Drohnen) aufgezogen.
Die Drohnen entstehen durch Parthenogenese, indem die Königin unbefruchtete Eier legt. Allein durch die besondere Form der Königinnenzelle an der Bienenwabe und die unterschiedliche Fütterung der Larven wird bestimmt, ob sich ein befruchtetes Ei zu einer Königin oder Arbeiterin entwickelt. Die Differenzierung der Larve zur Königin wird vor allem dadurch bestimmt, dass sie in weit größerem Maße als die Arbeiterinnenlarven den sogenannten Futtersaft Gelée royale erhält. Königinnen leben mehrere Jahre, während die Lebensspanne von Arbeiterinnen einige Wochen oder Monate beträgt.
Erreicht ein Bienenvolk ab etwa Mai eine gewisse Größe, so schwindet das Raumangebot im Stock (beispielsweise in der Magazin-Beute). Sinkt zudem die Konzentration bestimmter Pheromone unter einen Schwellenwert, so werden die Aufzucht neuer Königinnen und der Schwarmtrieb ausgelöst. Das Bienenvolk teilt sich, indem etwa eine Woche, bevor die erste neue Königin schlüpft, die Hälfte des Volkes mit der alten Königin ausschwärmt und eine neue Kolonie gründet.
Eine junge Königin fliegt im Alter ab sechs Tagen bei geeignetem, sonnigem Wetter mehrmals zu einem Hochzeitsflug aus. Dabei paart sie sich mit insgesamt bis zu 20 Drohnen anderer Staaten hoch in der Luft. Der Drohn stirbt bei der Kopulation. Die befruchtete Königin fliegt zum Stock zurück.
Gegen Ende der Brutsaison werden die im Volk verbliebenen Drohnen von den Arbeiterinnen aus dem Stock vertrieben oder mit Stichen getötet, was Drohnenschlacht genannt wird.
Ein nachgewiesener Vorteil der Promiskuität der Bienenkönigin ist die damit erreichte Steigerung der genetischen Vielfalt neuer freier Bienenvölker. Diese bewirkt, dass solche Völker im Vergleich zu experimental erzeugten genetisch einheitlichen Bienenvölkern mehr Nachwuchs aufziehen, mehr Futter sammeln und größere Vorräte anlegen, wodurch in der Regel mindestens ein Viertel dieser Völker auch den ersten Winter überstehen. Genetisch einheitliche Bienenvölker hatten dagegen ihre Vorräte spätestens im Dezember aufgebraucht und verhungerten anschließend.

## Schwärmen und Nistplatzsuche

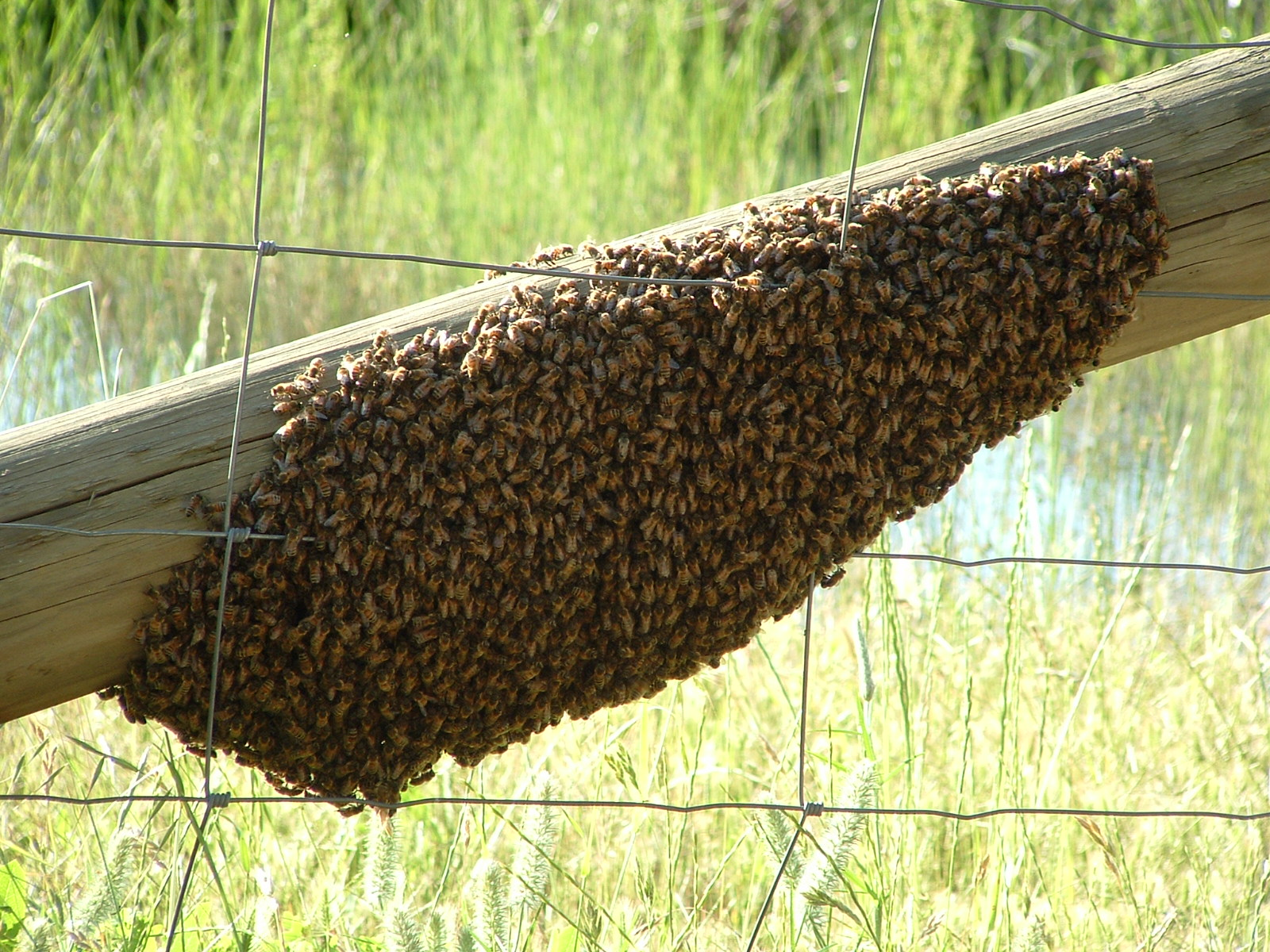
Bienenschwarm

Bienen gründen neue Völker, indem ein Schwarm, ein Teil des bestehenden Volks, auszieht und sich ein neues Zuhause sucht. Auf welche Weise Bienen das tun, wurde durch Martin Lindauer, einen Schüler von Karl von Frisch, erstmals erforscht. Thomas Dyer Seeley entdeckte später das komplexe demokratische Entscheidungsprinzip bei der Einigung des Schwarms für einen neuen Nistplatz.
Die Schwarmzeit ist im Frühsommer, damit genügend Zeit für die Suche nach einem geeigneten Platz und für das Anlegen der Wintervorräte ist. Der Bienenschwarm, der sogenannte Vorschwarm, das sind etwa 6000 bis 14.000 Bienen beziehungsweise zwei Drittel eines alten Bienenvolks, verlässt mit der alten Königin, die seit einiger Zeit nicht mehr gefüttert wurde, sein Volk. Die Schwarmbienen haben sich zuvor stark mit Honig gesättigt und waren bis dahin sehr inaktiv. Die Muskulatur der auszugswilligen Bienen beginnt zu zittern, ihre Flugbereitschaftstemperatur steigt auf 35 °C. Bis heute ist nicht bekannt, welche Reize bei den aufbruchswilligen Bienen das Signal auslösen, dass sie zusammen plötzlich aufbrechen. Der Schwarm lässt sich nach Auszug in der Nähe als Traube für wenige Stunden nieder. Oft dienen Bäume als Raststätte. Wenige hundert Kundschafterinnen, etwa 3–5 Prozent des Schwarms, erkunden die nähere Umgebung nach einem neuen optimalen Nistplatz. Sie teilen den anderen Bienen in der Schwarmtraube mehrere geeignete Plätze durch Schwänzeltanz mit, den sie auf dem Rücken der wartenden Bienen ausführen. Zunächst weisen die Kundschafterinnen auf verschiedene geeignete Orte in einem Radius von bis zu 5 Kilometern hin. Diese Orte werden von den Kundschafterinnen nach sechs bis zehn Kriterien bewertet. Unter den Kriterien sind neben den genannten auch die Höhe des Eingangs über dem Boden, eventuell vorhandene Waben eines früheren Bienenschwarms, Feuchtigkeit und die Entfernung vom bisherigen Bienenvolk. Mit Dauer und Intensität des Schwänzeltanzes wird den Bienen im Schwarm die Qualität jedes potenziellen Nistplatzes mitgeteilt. Besonders eifrige Kundschafterinnen (Spurbienen) veranlassen die anderen, ebenfalls ihr Angebot zu überprüfen. Nur selten können die Bienen des Schwarms sich nicht auf einen Platz einigen oder verlieren ihre Königin, die sie aber in der Regel wieder finden. Es kommt vielmehr in der zur Verfügung stehenden Zeit von wenigen Tagen, in denen die Bienen keinerlei Nahrung zu sich nehmen, zu einem komplizierten, optimalen Abwägungs- und Entscheidungsprozess.
Weist zum Schluss eine große Zahl von Kundschafterinnen auf denselben Ort, wird im Schwarm ein bis heute biochemisch nicht näher analysierter Schwellenwert oder Quorum überschritten. Das Schwellenwertprinzip bei der Nistplatzwahl konnte von Seeley mathematisch simuliert werden. Ist der Schwellenwert erreicht, bricht der Schwarm zusammen mit der Königin auf. Die Königin selbst hat keine Mitwirkung an der Schwarmentscheidung. In der Schwarmwolke weisen Spurbienen den Weg, indem sie immer wieder im Schwarm nach vorne fliegen und außen am Rand langsam wieder zurück. In der Nähe des Ziels fliegen sie zum Eingang und sterzeln, sie weisen also dem Schwarm durch Duftstoffe den Weg.
Mit dem gesamten geschilderten Prozess, einer Kombination aus individueller Intelligenz (Bewertung eines Nistplatzes durch einzelne Kundschafterinnen) und kollektiver Intelligenz oder Schwarmintelligenz (Entscheidung des Schwarms), wird in einem demokratischen Verfahren durch wenige Repräsentanten des Schwarms in kurzer Zeit ein für den ganzen Schwarm bestmöglicher und von allen akzeptierter Konsens für die neue Behausung gefunden und diese bezogen.

## Aufbau des Nests
Bienen bauen ihre Waben aus Wachs, das sie in Form kleiner Schuppen aus den Wachsdrüsen ihrer Bauchringe ausschwitzen. In den Waben ziehen sie ihren Nachwuchs auf und lagern Honig sowie Pollen. Der Honig dient als Energiequelle und liefert dem Bienenkörper sozusagen das Heiz- und Betriebsmaterial. Der eiweißreiche Blütenstaub bietet dem wachsenden Bienenkörper die Baustoffe. Der Honig wird von den Bienen entweder aus dem Nektar von Blüten oder aus Honigtau erzeugt. Honigtau kann von Sekreten lebender Pflanzen stammen oder von Sekreten, die von Insekten abgesondert wurden, die auf diesen Pflanzenteilen leben (Beispiel: Tannenhonig).
Da in einem Bienenstock die Insekten auf engstem Raum bei etwa 35 °C zusammenleben, herrschen dort im Grunde ideale Bedingungen für die Ausbreitung von Krankheiten. Deshalb dient ein von den Bienen in erster Linie aus Baumharz und Pollen selbst hergestellter Kitt (Propolis) mit seiner Verwendung zum Abdichten von kleinen Öffnungen, Spalten und Ritzen dazu, Bakterien, Pilze und andere Mikroorganismen, die in den Stock eingeschleppt werden könnten oder vorhanden sind, in ihrer Entwicklung zu hemmen oder sogar abzutöten. Hierzu werden Oberflächen, beispielsweise auch das Innere der Wabenzellen für die Brut, mit einem hauchdünnen Propolisfilm überzogen.

## Ernährung und Stoffwechsel

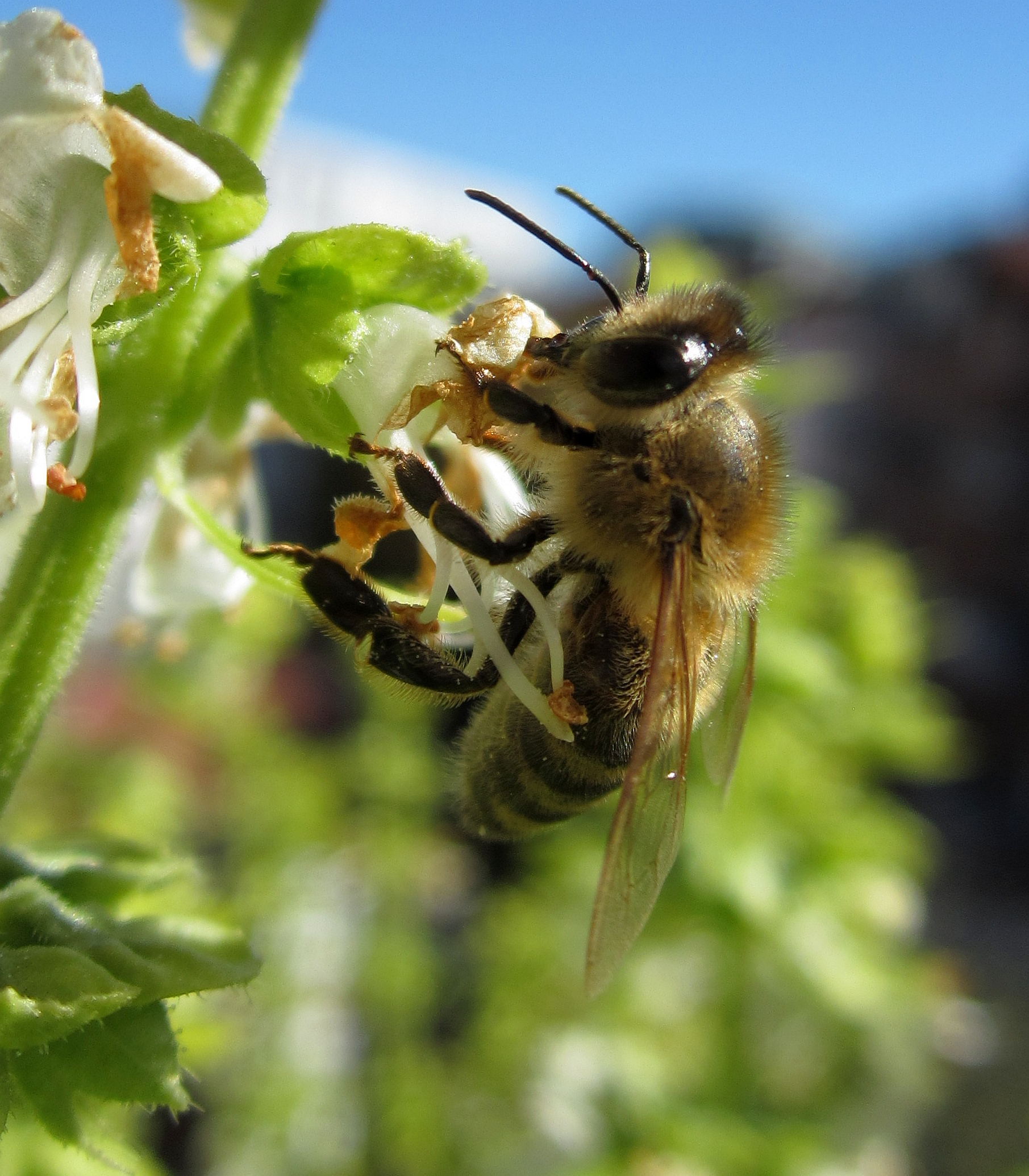
Biene beim Sammeln von Nektar

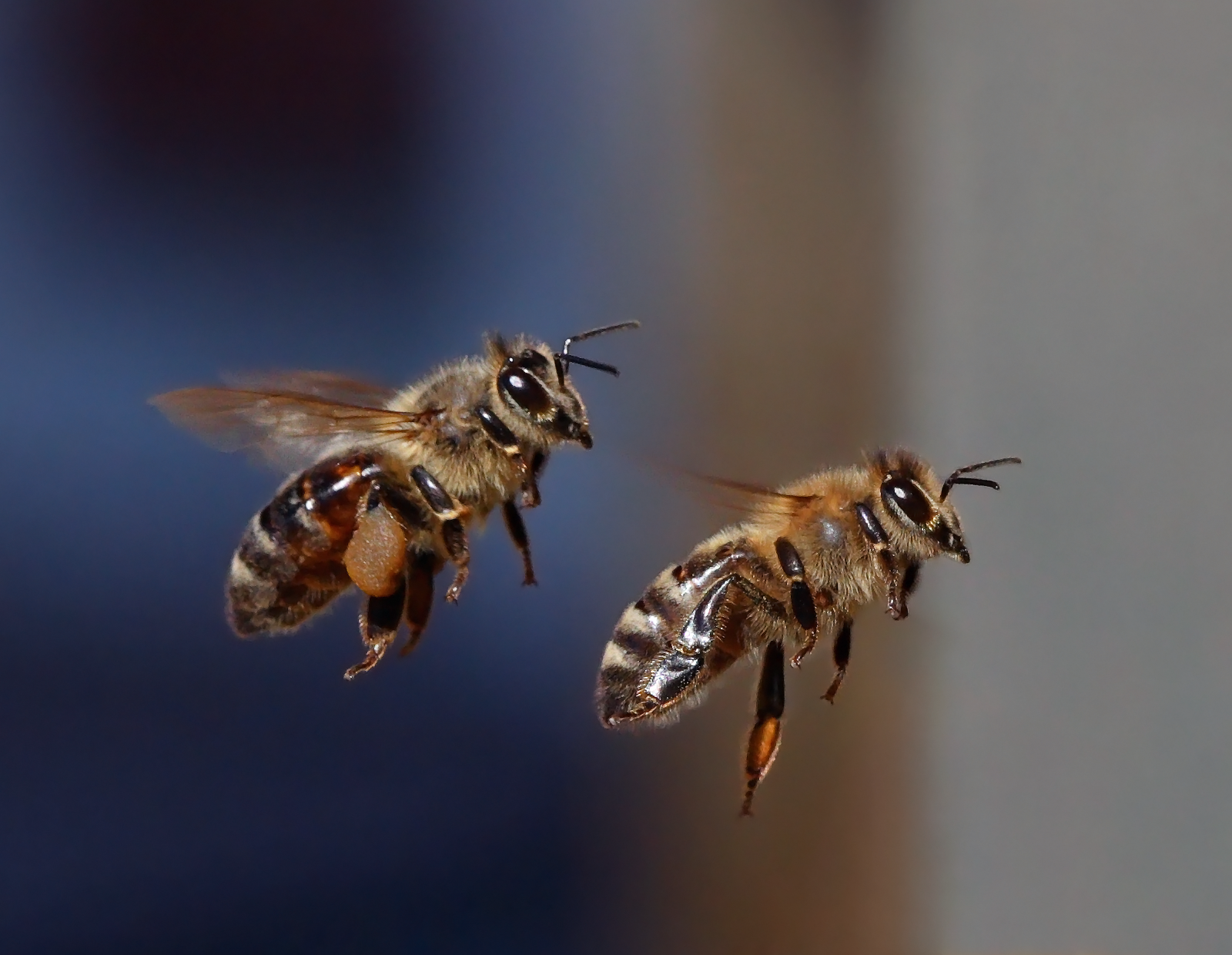
Ankunft vor dem Stockeingang mit und ohne Pollen

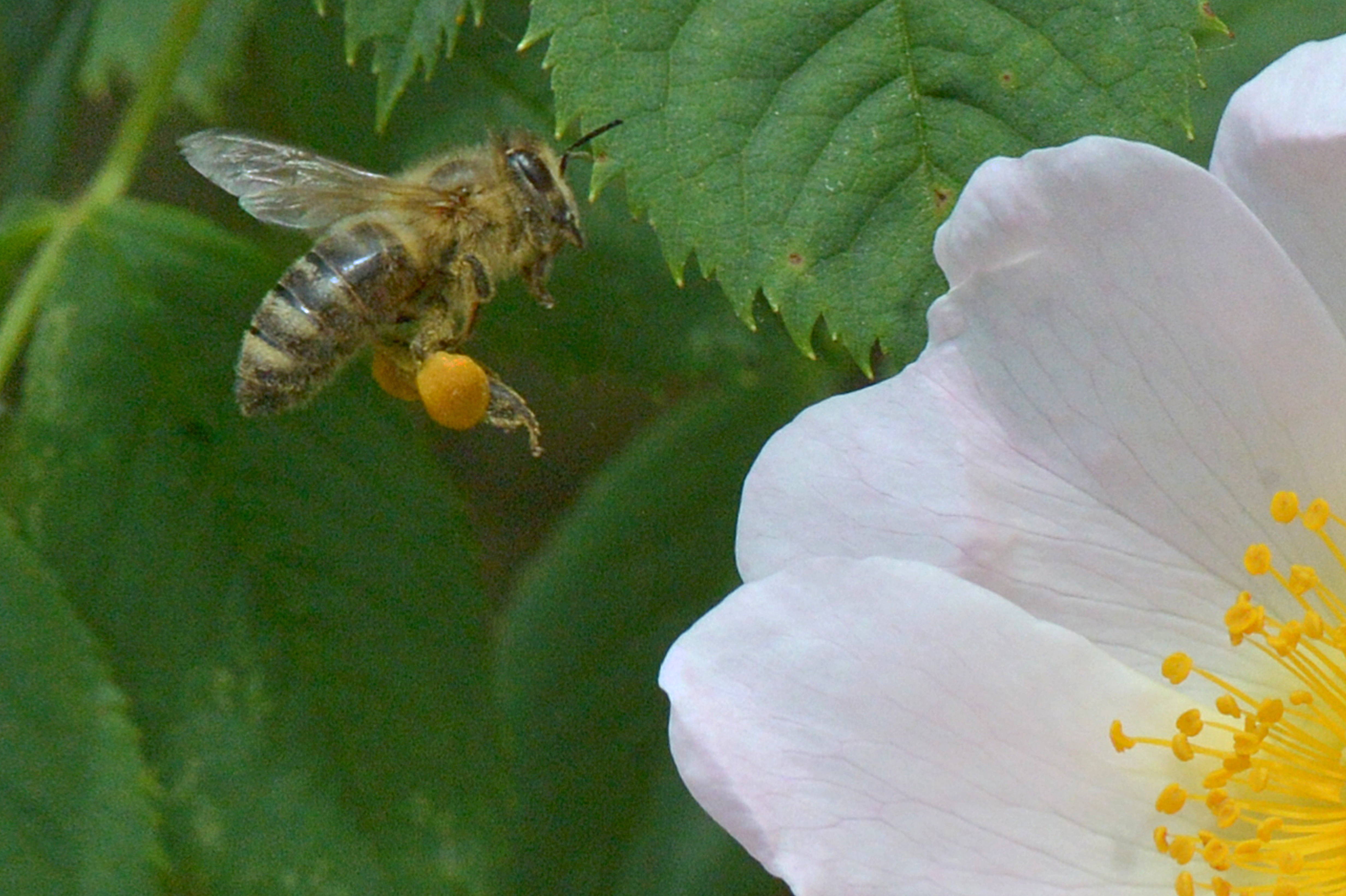
Westliche Honigbiene im Anflug auf eine Blüte.

Honigbienen ernähren sich, wie auch alle anderen Bienenarten, normalerweise rein vegetarisch. Hierzu fliegen die schon etwas älteren Arbeiterinnen des Bienenstocks aus und sammeln Nektar und Pollen an Blütenpflanzen. Der Nektar wird im Honigmagen und der Pollen in den sogenannten Körbchen, einer speziellen Vorrichtung an den Hinterbeinen, heimgebracht und direkt im Brutnest an jüngere Arbeiterinnen zur Ernährung der Brut verteilt. Entsteht hierbei ein Überschuss – der Imker spricht dann von einer Tracht –, so wird der Pollen als Eiweißquelle neben und der Nektar über dem Brutnest in Wabenzellen eingelagert. Der Nektar wird dabei durch Wasserentzug eingedickt, wodurch er haltbar wird. Es entsteht schließlich eine übersättigte, stark osmotisch wirkende und sirupartige Zuckerlösung, die nicht mehr gärfähig ist, der Honig. Der Pollen wird mit etwas Nektar versehen und macht eine Milchsäuregärung durch.

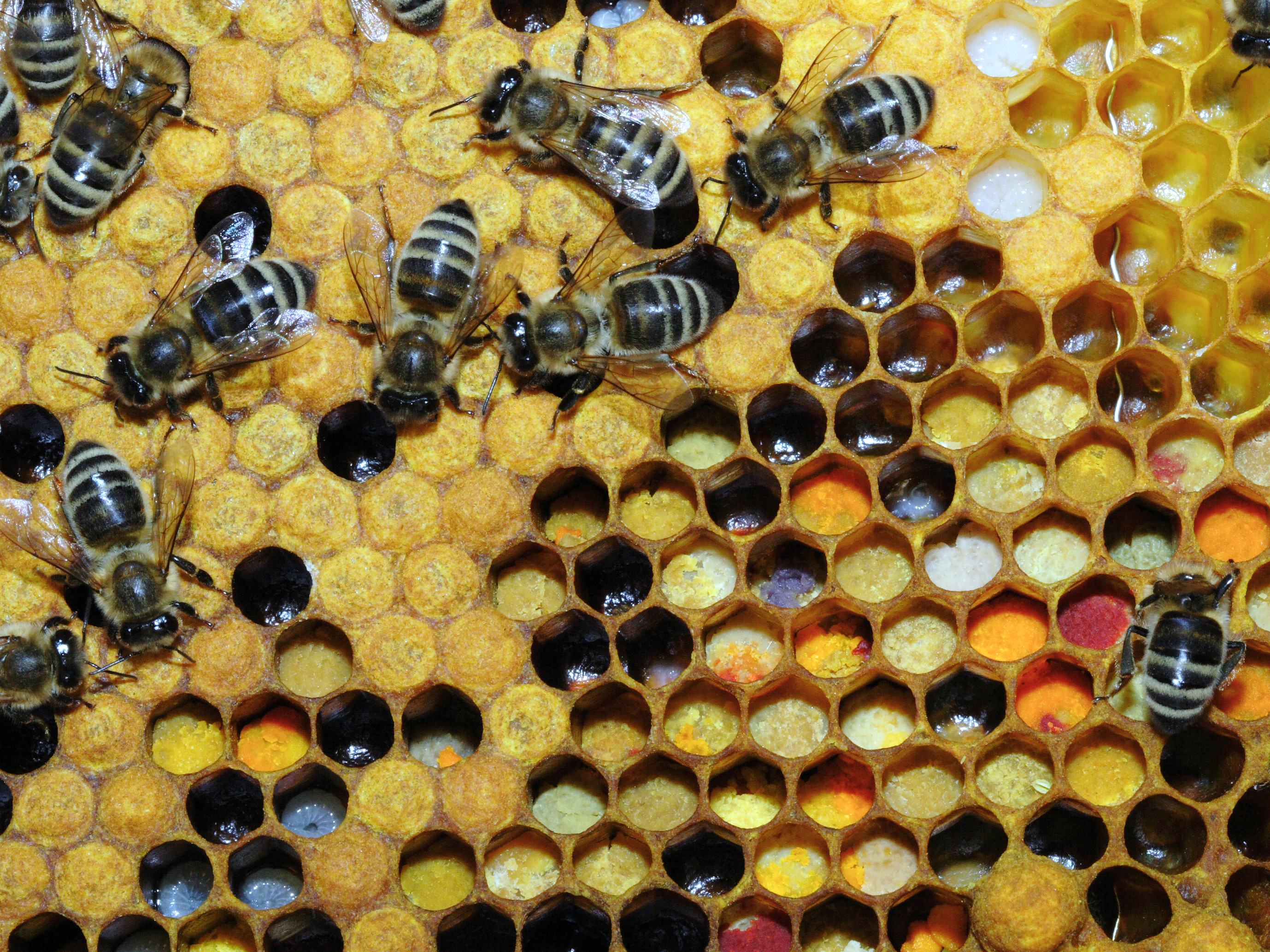
Zellen mit Pollen befinden sich nahe der Brut. Die meisten Brutzellen sind hier bereits mit einem Deckel aus Wachs verschlossen.

Ab einem bestimmten Alter haben sich bei den mit der Brutaufzucht beschäftigten Arbeiterinnen sogenannte Futtersaftdrüsen (Hypopharynx-Drüsen) entwickelt. Sie können damit aus Pollen und Nektar eine eiweißreiche, milchartige Nährlösung erzeugen. Diese spucken sie in die Brutzellen mit den ganz jungen Larven, die dann regelrecht darin zu schwimmen scheinen. Nach drei Tagen wird die Kost dann allerdings auf Nektar und Pollen umgestellt. Nur Königinnenlarven und die Königin selbst werden weiterhin ausschließlich mit diesem speziellen Saft, der deswegen auch Gelée royale genannt wird, ernährt. Erwachsene Bienen ernähren sich nur noch von Nektar und etwas Pollen.
In Zeiten, in denen die Sammlerinnen witterungsbedingt nicht ausfliegen können, greift das Bienenvolk auf seine eingelagerten Vorräte zurück. Dabei kann nur der Pollen direkt verwendet werden. Der Honig muss zunächst wieder verflüssigt, also in einen nektarähnlichen Zustand gebracht werden. Bei der im Muskelgewebe stattfindenden Verbrennung der vorwiegend im Honig enthaltenen Zuckeranteile entsteht unter anderem Wasser, das zum Verflüssigen weiterer Vorräte verwendet werden kann. Falls aber Brut zu ernähren ist, reicht dies oft nicht aus. Es müssen zusätzlich Sammlerinnen ausfliegen, um in ihren Honigmägen Wasser (zum Beispiel von einem Gewässer in der Nähe) herbeizuschaffen. Bei besonders widrigen Witterungsverhältnissen kann nur ein kleiner Teil dieser Arbeiterinnen heimkehren.
Aufgrund von schlechter Witterung, die die Bienen am Ausfliegen hindert, oder durch mangelndes Angebot an Pollen in der Umgebung kann es passieren, dass die Pollenvorräte im Bienenstock ausgehen. In so einem Fall werden einige Larven getötet und gefressen, um Protein für die Aufzucht der anderen Larven zu beschaffen. Dabei werden zunächst die jüngsten Larven verwertet und die ältesten Larven durchgebracht.
Am Ende des Winters oder im zeitigen Frühjahr kommt es an einem milden Tag mit einer Lufttemperatur von mindestens 10 °C um die Mittagszeit zum Reinigungsflug. Dabei entledigen sich die Bienen ihrer Exkremente, die sich in ihrer Kotblase während der wochen- oder monatelangen Winterruhe angesammelt haben. Da Bienen im Bienenstock wegen der Verbreitung von Krankheitserregern nicht koten, ist der Reinigungsflug die einzige Möglichkeit der Entleerung.
Sehr energieaufwändig ist das Fliegen. Der „Treibstoff“ hierzu ist der zuckerhaltige Nektar oder der wiederverflüssigte Honig. Eine Honigbiene der in Europa gehaltenen Rassen Carnica oder Buckfast kann mit vollem Honigmagen gestartet etwa acht Kilometer weit fliegen. Solche Strecken legen die Sammlerinnen allerdings aus Effizienzgründen nur sehr selten zurück. Der überwiegend genutzte Bereich um ein im Gelände aufgestelltes Bienenvolk hat nur etwa einen Radius von einem Kilometer.
Eine Besonderheit bei den Honigbienen ist, dass sie in der Hämolymphe als Energielieferant den Einfachzucker Glucose haben, wie auch die Säugetiere in ihrem Blut. Die meisten anderen Insekten haben dagegen den Zweifachzucker Trehalose in der Hämolymphe. Als Folge davon sind die Honigbienen auch nicht als typisch wechselwarm zu bezeichnen. Sie erzeugen als Bienenvolk (Superorganismus) in der Vegetationszeit (Vorhandensein von Brut) eine konstante Temperatur von 35 °C. Bei einem Wert unter 10 °C erstarren sie und sterben ab. Andere Insekten dagegen erstarren erst bei noch tieferen Temperaturen und sind durch die andere Zusammensetzung ihrer Hämolymphe wie durch ein Frostschutzmittel geschützt.

## Bedeutung der Honigbienen

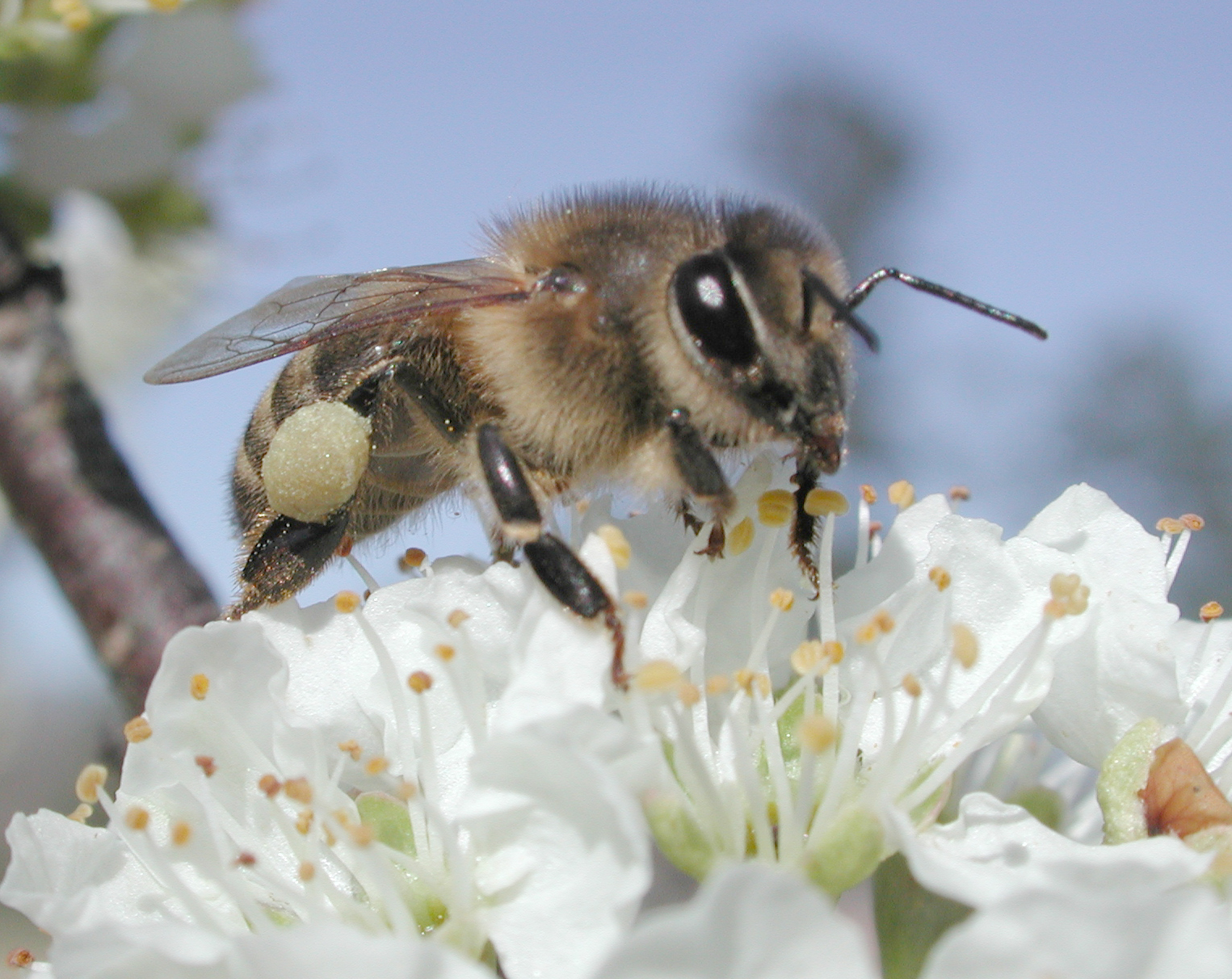
Biene beim Pollensammeln auf einer Pflaumenblüte

Die Honigbiene gilt als bekanntester Bestäuber, steht in der Liste der wichtigsten deutschen Nutztiere auf Platz 3 und wurde lange Zeit auch als wichtigster Bestäuber bezeichnet. Neuere Forschungen haben allerdings ergeben, dass der wichtigste Garant für eine sichere Bestäubung von Wild- und Kulturpflanzen ein gesunder Honigbienenbestand in Kombination mit arten- und individuenreichen Gemeinschaften von Wildbienen, Schwebfliegen und anderen Wildbestäubern ist. Außerdem wurde belegt, dass der Samen- und Fruchtansatz der Pflanzen besser ist, je mehr verschiedene Bestäuber-Arten eine Blüte besuchen. Die natürlichen Bestäuber arbeiten nicht nur doppelt so effektiv in der Bestäubung wie Honigbienen, sie erbringen dank der großen Vielfalt an Arten mit unterschiedlichen Blütenpräferenzen, Flugzeiten und/oder Witterungsabhängigkeiten auch den Großteil der Bestäubungsleistung. 28 verschiedenen Pflanzengattungen bzw. 22 verschiedenen Pflanzenfamilien können von der Honigbiene erst gar nicht bestäubt werden, darunter u. a. die Tomate. Die Honigbiene ergänzt also die wilden Bestäuber und sorgt in Kombination mit ihnen für bessere Erträge.
Insgesamt sind 78 Prozent aller Blütenpflanzenarten der gemäßigten Breiten für ihre Bestäubung auf Insekten angewiesen. Von den 109 wichtigsten Kulturpflanzen sind 87 Arten bzw. 80 Prozent der Arten vollständig von tierischen Bestäubern abhängig. Der wirtschaftliche Wert der gesamten Bestäubungsleistung in der Landwirtschaft wird weltweit auf 153 Milliarden Euro pro Jahr geschätzt.
Honigbienen können aber auch für Wildbienen eine deutliche Konkurrenz darstellen, was insbesondere in Städten von Bedeutung sein kann.
Vom Menschen genutzte Produkte der Honigbiene sind neben Honig auch Bienenwachs, Pollen, Bienengift, Gelée royale und Propolis sowie der aus Honig gewonnene Met.
Die Drohnenlarven sind essbar, weshalb Honigbienen auch als Speiseinsekt gelten. Der Europäischen Kommission liegt derzeit ein Antrag zur Nutzung männlicher Larven der Europäischen Honigbiene als neuartiges Lebensmittel vor.

## Orientierung
Bienen können im Gegensatz zum Menschen den roten Anteil des Farbspektrums nicht wahrnehmen, dafür aber einen Teil des ultravioletten Lichts. Zudem sehen sie das Licht polarisiert, was ihnen in Kombination mit dem tageszeitlichen Sonnenstand eine genaue Bestimmung der Himmelsrichtung ermöglicht. Wenn die Biene sich nicht bewegt, sieht sie mit ihren Facettenaugen relativ schlecht (vergleichbar mit einer Digitalkamera, die nur wenige Tausend Pixel hat). Dies ändert sich aber deutlich beim Flug. In dieser Analogie läuft jetzt im Gegensatz zum statischen Bild ein Film ab, mit vielen Bildwechseln pro Zeitspanne. Durch Interpolation wird die Bildauflösung verbessert.
Wenn Bienen schwärmen und sich das Volk an einen neuen Standort begibt, könnten sich die Tiere laut dem Forscher Jochen Pflugfelder nicht mehr an ihren alten Standort erinnern, dieser werde spontan aus ihrem Gehirn gelöscht. Die Bienen seien imstande, sich an einem neuen Standort innert Stunden zurechtzufinden. Diese Orientierungsfähigkeit können sich Wanderimker zunutze machen.
Neben dem Sehen ist der Geruchssinn der Bienen sehr gut ausgebildet, sodass davon auszugehen ist, dass die Bienen im Nahbereich vorwiegend durch diesen Sinn gelenkt werden. Schließlich spielen auch Pheromone eine Rolle, durch die zum Beispiel beim Hochzeitsflug der Bienenkönigin die Drohnen alarmiert werden. Näheres zum Verhalten beim Hochzeitsflug siehe auch bei Drohnensammelplatz.

## Kommunikation

### Tanzsprache
Zur Verständigung bedienen sich die Bienen unter anderem des sogenannten Schwänzeltanzes, der ebenso wie andere Sinnesleistungen der Bienen von dem späteren Nobelpreisträger Karl von Frisch erforscht wurde: Hierbei werden hauptsächlich neue Trachtquellen (Futterquellen) mitgeteilt, oder beim Schwarmvorgang (siehe Schwarmtrieb) Informationen über mehr oder minder geeignete Nistmöglichkeiten geliefert, die dann zu einer Ortsentscheidung führen.

### Erforschung eines speziellen Flügelschlags
Spätestens seit den 1950er Jahren wissen Wissenschaftler, dass Bienen über Flügelschläge Geräusche von sich geben, die durch Vibrationen erzeugt werden. Stoßen zwei Bienen zusammen, geben sie durch einen speziellen Flügelschlag ein entsprechendes (für Menschen nicht ohne Beschleunigungssensoren wahrnehmbares) Geräusch von sich. Lange ging man davon aus, dass es sich dabei um eine Aufforderung zur Übergabe von Nahrung handelt, weil oft beobachtet wurde, dass Bienen genau dies nach dem Ertönen des Geräuschs taten.
Mitglieder der Nottingham Trent University registrierten über einen neunmonatigen Beobachtungszeitraum im Jahr 2017 in einem Umkreis von 3,5 Zentimeter um einen eingesetzten Beschleunigungssensor zwischen sechs bis sieben Mal jener Geräusche pro Minute pro Biene, sodass die Forscher von den Theorien eines Warnsignals oder einer Aufforderung zur Nahrungsübergabe abrückten. Gleichzeitig registrierten sie eine Zunahme jener Zusammenstoßsignale in der Nacht, bei Dunkelheit. Weiter schreiben die Forscher, dass die speziellen Geräusche nach dem Schütteln und Klopfen eines Bienenstocks zugenommen hätten. Die Forscher gehen seit dem Studienergebnis davon aus, dass es sich bei dem Geräusch, wenn eine Biene mit einer anderen zusammenstößt, um einen Ausruf der Überraschung oder des Erschreckens handelt.

## Thermoregulation der Honigbiene

### Temperaturbereiche
Die Honigbiene benötigt eine Körpertemperatur von 35 °C, um fliegen zu können. Dieselbe Temperatur benötigt die Brut über eine längere Zeit, um sich entwickeln zu können, des Weiteren ist diese Temperatur optimal für die Wachsbearbeitung.

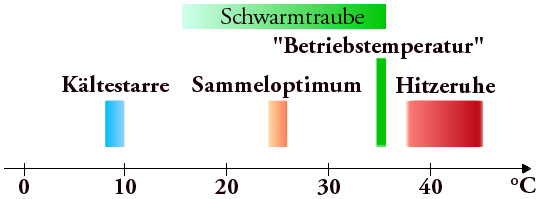
Kerntemperaturen der Honigbiene

In einer Schwarmtraube beträgt die Kerntemperatur 35 °C, die Manteltemperatur schwankt mit der Außentemperatur. In der Wintertraube beträgt die Kerntemperatur 20 bis 22 °C.
Die optimale Außentemperatur zum Sammeln beträgt 22 bis 25 °C. Sie muss in jedem Fall niedriger sein als die zum Fliegen notwendige Körpertemperatur, da bei dieser Fortbewegung durch die relativ große Flugmuskulatur viel Wärme entsteht, die abgeführt werden muss.
Unterhalb etwa 7 bis 10 °C fallen Bienen in Kältestarre, oberhalb von 38 °C begeben sie sich in Hitzeruhe.
Kurzzeitig verkraften Bienen Umgebungstemperaturen von annähernd 50 °C, ein Umstand, den die Östliche Honigbiene zur Verteidigung gegen die Asiatische Riesenhornisse nutzt, gegen die sie mit ihrem Stachel keine Chance hätte: Entdecken Bienen dieser Art in der Umgebung ihres Nestes eine Späherin, dann bilden mehrere Dutzend Bienen eine Kugel um die fliegende Hornisse und heizen diese durch heftige Flügelbewegungen auf über 45 °C auf. Die Späherhornisse verkraftet dies nicht lange, verendet und kann nicht zu ihrem Volk zurückkehren, sodass die Bienen von einem Angriff verschont bleiben.

### Regulationsmöglichkeiten in der Traube
In einer Schwarmtraube bilden die äußersten Bienen eine dachziegelartig deckende, isolierende Schicht. Ihre Körpertemperatur schwankt mit der Außentemperatur, ist aber immer um 2 bis 3 °C höher. Kurz vor dem Aufbruch einer Schwarmtraube weist auch der Mantel 35 °C auf. Bei der üblichen Größe einer Traube von einigen Tausend Tieren erzeugen die Bienen des Kerns in Ruhe mehr Energie, als sie für die Aufrechterhaltung von 35 °C benötigen. Sie geben die überschüssige Wärme an die Umgebung ab. Ohne größeren Energieaufwand steht der Schwarm in einem thermodynamischen Gleichgewicht mit seiner Umgebung. Wird der Kern zu heiß, strukturiert sich die Traube um: Es bilden sich starre Ketten von Bienen, die zwischen sich Korridore freilassen, in welchen Bienen aus dem überhitzten Kern nach außen laufen und kühlere Bienen vom Mantel nach innen. Die Korridore erleichtern auch die Luftzirkulation. Sinkt die Mantel-Temperatur auf einen kritischen Wert (13 bis 17 °C), erzeugen die Mantelbienen durch Muskelzittern Wärme, so dass ihre Körpertemperatur bei niedrigeren Außentemperaturen nicht weiter absinken kann. Gleichzeitig kriechen sie nach innen und schließen damit die Korridore.
Bei niedrigen Außentemperaturen ist der Schwarm dicht und kompakt, bei höheren lockert er sich auf, um eine Überhitzung zu vermeiden.
Kernbienen werden passiv erwärmt, Mantelbienen erzeugen Wärme durch Muskelzittern. Die Regulation der Temperaturverhältnisse im Schwarm erfolgt ohne Kommunikationssystem. Die Individuen verhalten sich unabhängig voneinander und ohne Kenntnis der Temperatur an einer anderen Stelle im Schwarm.
Die Temperaturregulation in der Wintertraube erfolgt im Prinzip auf die gleiche Weise.

### Regulationsmöglichkeiten im Nest

#### Abkühlung des Nestes

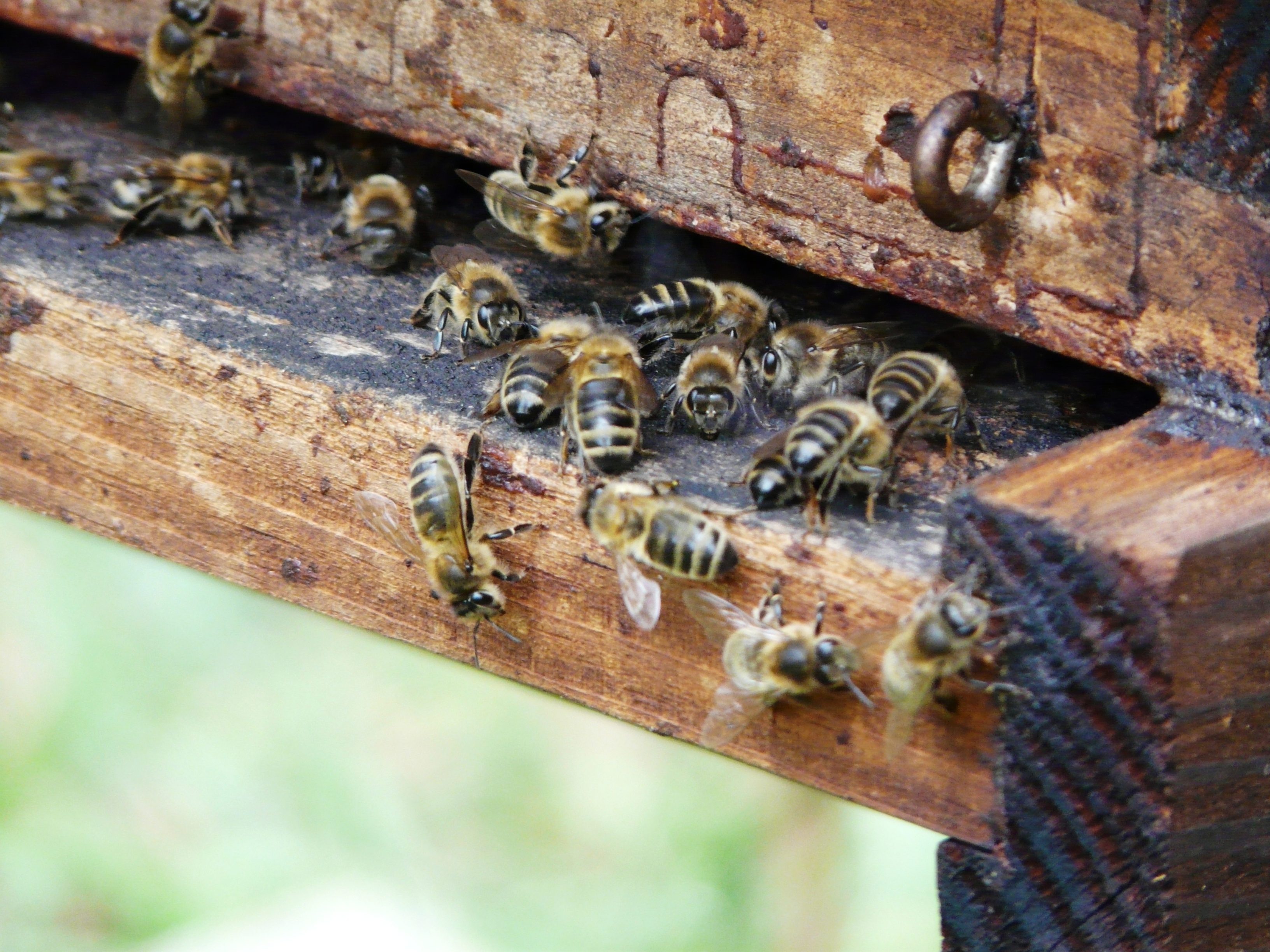
Luftfächelnde Honigbienen (Apis mellifera) am Flugloch ihres Stockes

Im Frühling und Sommer muss im Bienenstock eine Temperatur zwischen 32 und 36 °C aufrechterhalten werden. Wird es im Stock zu heiß, verlässt ein Teil der Arbeiterinnen den Bau, wodurch im Stock weniger Wärme entsteht. Zusätzlich fächern sie vor dem Eingang mit ihrem Flügelschlag die heiße Luft aus dem Stock, es entsteht ein kühlender Luftstrom. Zudem können Sammelbienen Wassertröpfchen auf die Waben verteilen, die Verdunstung kühlt ebenfalls die Luft im Stock ab.

#### Aufwärmung des Nestes
Unterhalb von 30 °C stirbt die Brut ab oder schlüpft mit Entwicklungsschäden. Droht eine Abkühlung, drängen sich die Stockbienen bei der Brut zusammen oder schlüpfen in eigens freigelassene Zellen zwischen den Brutzellen und erhöhen durch Muskelzittern die Temperatur.
Im Winter beträgt die Temperatur im Bienenstock um die 20 °C. Wenn es zu kalt wird, bilden die Insekten mit ihren Körpern eine sogenannte Wintertraube und wärmen sich gegenseitig.

## Verteidigung

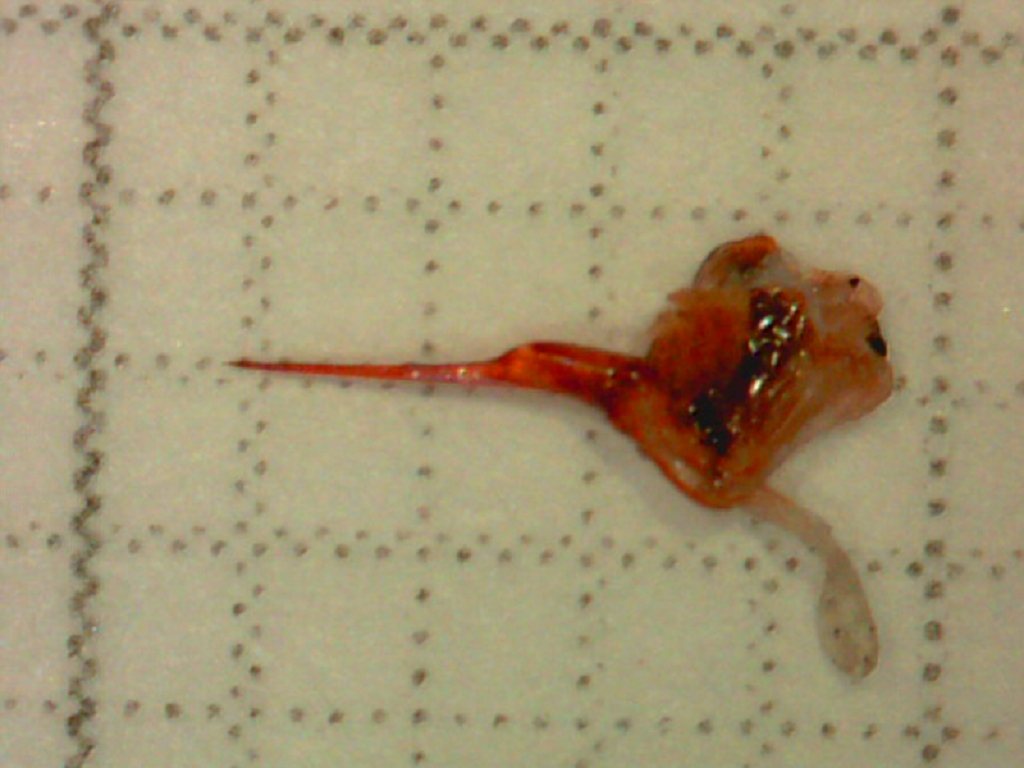
Stachelapparat einer Arbeiterin

In erster Linie wird der Stachel zur Verteidigung gegen andere Insekten eingesetzt, in deren nicht elastischem Chitinpanzer sich seine Widerhaken nicht verfangen. Beim Menschen oder anderen Wirbeltieren bleibt der Stachel durch die Widerhaken jedoch in der elastischen Oberhaut stecken, weswegen die Biene ihn, anders als zum Beispiel Wespen, nicht oder nur selten wieder herausziehen kann. Ihr kompletter Stechapparat inklusive Giftblase wird deswegen beim Wegfliegen aus dem Hinterleib gerissen, was für die Biene eine tödliche Verletzung bedeutet. Der so herausgerissene Stechapparat pumpt über den Stachel weiteres Bienengift in den Körper des Feindes. Des Weiteren setzt die Biene in dem Moment, in dem sie ihren Stachel einbüßt, ein Alarmpheromon frei. Dies kann in der Nähe des Bienenstocks weitere Artgenossinnen auf den Plan rufen, die ihrerseits den Feind angreifen. Sie stechen bevorzugt an die gleiche Stelle, dort, wo das Alarmpheromon am stärksten konzentriert ist, häufig aber auch in Gesicht und Kopf, wenn Augenpartie oder dunkle Haare für sie zu erkennen sind. Deshalb sollte man sich in einem solchen Fall zügig von den Bienenstöcken entfernen. Imker vermeiden bei der Arbeit an den Bienenvölkern diese Gefahr, indem sie Rauch erzeugen. Da die Bienen dann ein Feuer erwarten, machen sich viele bereit, den Stock zu verlassen, indem sie Honig aufnehmen, was sie wiederum ablenkt. Auch mittels Imker-Schleier und heller, abschließender Kleidung sowie dem Verzicht auf Deodorant, Shampoo und Parfum (manche Inhaltsstoffe können Bienen aggressiv machen), kann man Stichen entgegenwirken.
Die bei einem Stich eingespritzte Giftmenge wird mit 0,1 mg angegeben. Todesfälle durch Bienenstiche sind selten, kommen aber vor. In Deutschland sind 20 bis 30 Tote im Jahr zu erwarten.

## Umgang
In unmittelbarer Nähe von Honigbienen-Weibchen ist es geboten, sich ruhig zu verhalten, um nicht angegriffen bzw. gestochen zu werden, und keine hektischen Bewegungen zu machen. Die Tiere stechen nur, wenn sie sich oder ihr Nest unmittelbar bedroht oder angegriffen sehen. Weibchen, die im Garten beispielsweise auf Blütenbesuch sind, um Nektar oder Pollen zu sammeln, sind keinesfalls aggressiv. Ein ruhiger Summton und langsames Herumfliegen von Blüte zu Blüte signalisiert „gute Laune“, ein hochfrequentes, „schrilles“ Summen sowie nervöses Zickzackfliegen zeigt ein misstrauisches und verteidigungsbereites Tier. Selbst wenn ein Weibchen auf der Haut eines Menschen landet, sondiert sie nur ihre Umgebung und beabsichtigt in der Regel keinen Stich – im Gegensatz z. B. zu weiblichen Stechmücken, die Blut saugen, um Eier produzieren zu können. Im Falle eines Honigbienenstichs lautet die Empfehlung, den Stachel ruhig mit dem Daumennagel hinauszuschieben und den Stichbereich zu kühlen.
Eine einzelne Biene, eingeschlossen in einem Zimmer, lässt sich mit bloßer Hand aus dem Zimmer tragen, wenn man nicht versucht, sie einzufangen, sondern sich ihr stattdessen langsam nähert und sie auf die Hand krabbeln lässt. Sollte die Biene dabei Anzeichen von Unruhe anzeigen, sollte man stehen bleiben, sich nicht bewegen und die Aktion kurzzeitig unterbrechen.
Eine weitere einfache Methode, Bienen (oder andere Insekten) einzufangen und aus einem Raum zu transportieren, geschieht mit Hilfe einer leeren Streichholzschachtel: Diese wird zu zwei Dritteln aufgeschoben und dann mit der Öffnung über das zu fangende Insekt gestülpt. Daraufhin kann man die Schachtel langsam zuschieben, wodurch das Insekt in die Schachtel geschoben wird. Dann kann man es hinaustragen und dort freilassen. Man kann auch ein Trinkglas über die Biene stülpen, dann vorsichtig ein Blatt Papier darunterschieben und so anschließend nach draußen bringen.

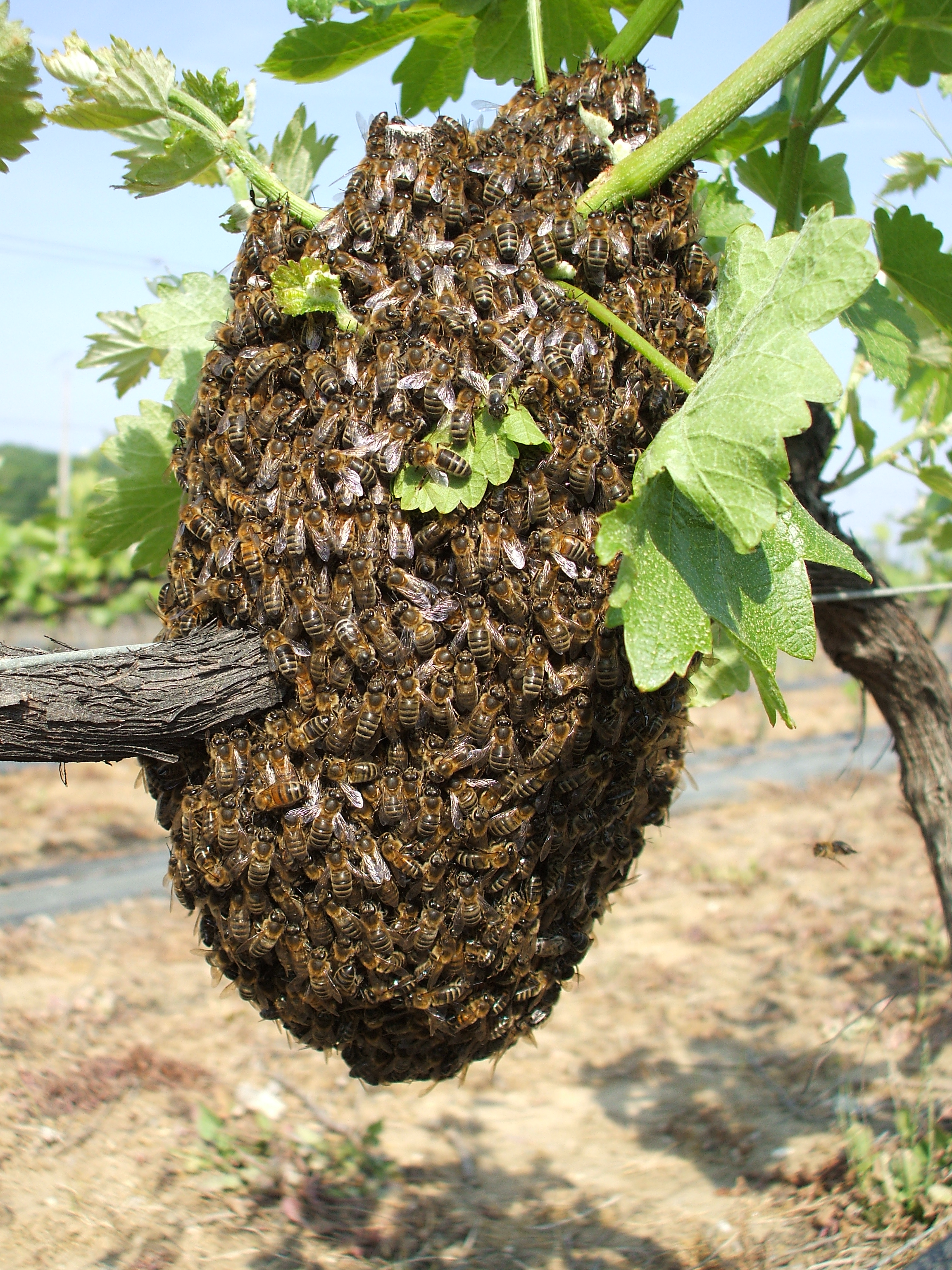
Bienenvolk kurz nach dem Schwärmen

Ein Bienenschwarm, der sich im Garten an einem Baum o. Ä. niederlässt, ist in der Regel friedfertig und neigt überhaupt nicht zum Stechen. Selbst im Augenblick der Ankunft, wenn sich also eine Wolke von bis zu 25.000 Bienen nähert, besteht kaum Gefahr; man kann einen solchen Schwarm aus der Nähe beobachten, muss allerdings damit rechnen, als Lande- oder kurzzeitiger Ruheplatz von einzelnen Bienen auserkoren zu werden. Sinnvoll ist es, so bald wie möglich einen Imker zu verständigen, der den Bienenschwarm einfängt. Wo kein Imker bekannt ist, helfen Feuerwehr, Polizei, Stadtverwaltung oder Umweltamt, die Kontakte zu Imkern unterhalten, weiter.
Der Imker darf in Deutschland bei der Verfolgung seines Bienenschwarms auch fremde Grundstücke betreten (§ 962 BGB).

## Krankheiten und Schädlinge

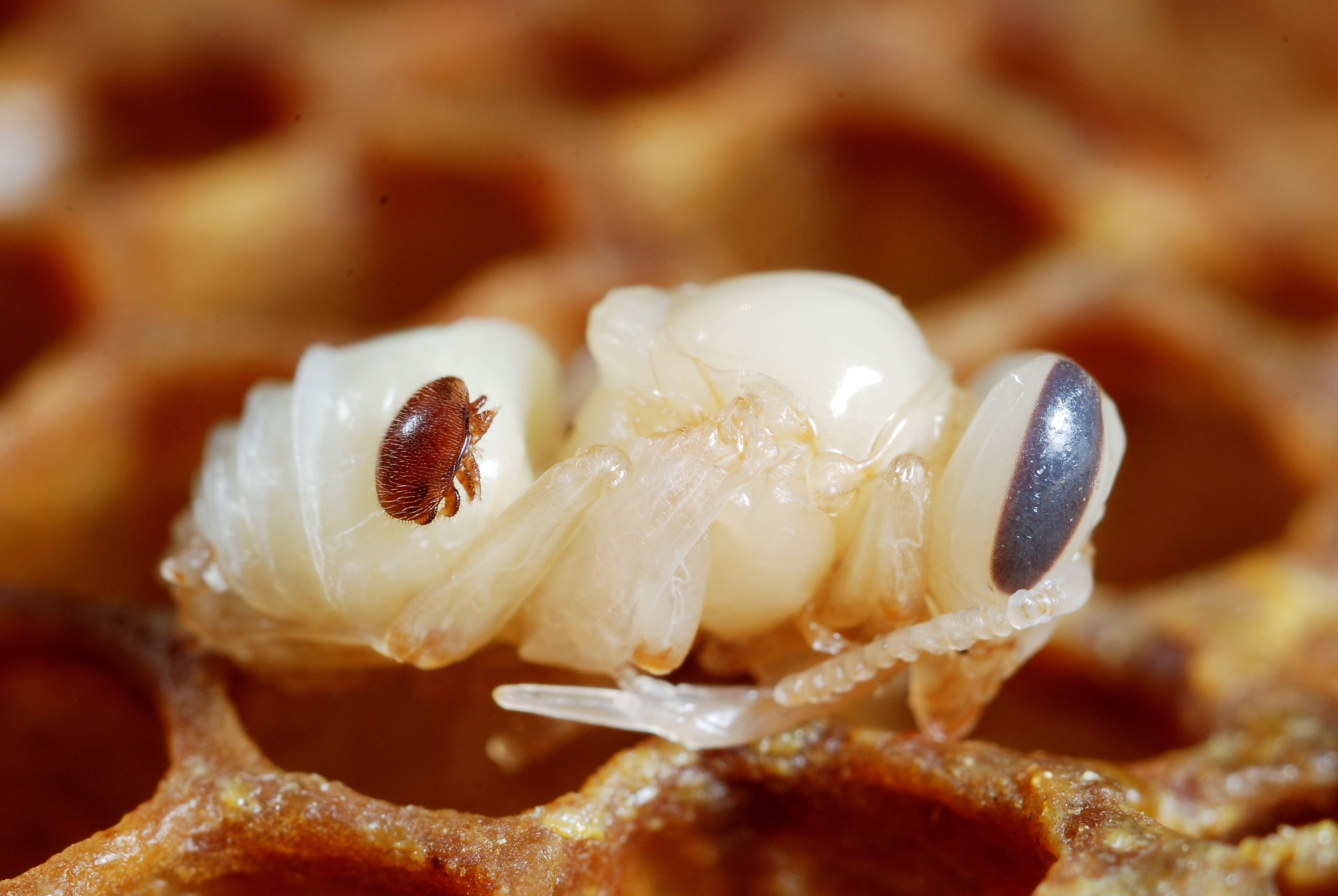
Puppe einer Arbeiterin mit parasitierender Varroamilbe

Die Krankheiten der Honigbiene werden durch Parasiten, Bakterien, Viren oder Pilze verursacht. Bienenkrankheiten lassen sich grob einteilen in Krankheiten der erwachsenen Biene und Brutkrankheiten. Daneben gibt es eine Reihe von Schädlingen, die zu Befallsymptomen wie Beunruhigung des Volkes, Wärmeverlust, Futtermangel und Krankheitsanfälligkeit führen können.
Derzeit sind 22 Honigbienenviren bekannt. Honigbienen können Viren wie z. B. das Flügeldeformationsvirus auf Wildbienen und Hummeln übertragen.

### Bedrohliche Krankheiten
Über die Krankheiten sind einzelne Artikel in der Liste von Bienenkrankheiten vorhanden. Deshalb werden sie hier nur als Übersicht aufgelistet:
- Varroose – ein Parasitenbefall, der in der Imkerei ohne Behandlung zum Zusammenbruch der Bienenvölker führt
- Nosemose – eine gefährliche Darmerkrankung
- Amerikanische und Europäische Faulbrut – zwei unterschiedliche und auch unterschiedlich gefährliche Bakterienarten (anzeigepflichtig)
- Kalkbrut – eine Pilzerkrankung
- Sackbrut – Absterben der Larven
- Colony Collapse Disorder – es ist noch nicht geklärt, ob es sich hierbei überhaupt nur um eine Krankheit handelt, siehe auch „Massensterben“ weiter unten.

### Massensterben – CCD
Im Frühjahr des Jahres 2007 häuften sich die Berichte, vor allem aus den Vereinigten Staaten, dass in manchen Bundesstaaten bei den Honigbienen ein Massensterben stattgefunden hat. Betroffen waren bis zu 80 % der Bienenvölker, manche Imkereien meldeten sogar Totalverlust. Die Gründe sind bislang noch nicht geklärt. Zu starken Verlusten kam es auch in Mecklenburg-Vorpommern und Jahre davor in anderen Teilen von Deutschland und 2003 auch in Frankreich. Ein typisches Symptom ist, dass sich die Völker kahlfliegen, d. h., die Sammelbienen kehren nicht in den Stock zurück. Die unversorgten Jungbienen mit der Königin und der Brut sterben dann ab. Im Darm der Bienen finden sich alle Arten von Krankheitserregern, so dass u. a. vermutet wird, dass das Immunsystem der Bienen zusammengebrochen ist.
Ein drastischer Fall von Bienensterben mit 11.500 betroffenen Bienenvölkern ereignete sich auch im Frühsommer 2008 im Rheintal. Hierbei konnte eindeutig als Ursache die Vergiftung durch ein Insektizid aus der Gruppe der Neonicotinoide nachgewiesen werden. Es wird gerade in Imkerkreisen vermutet, dass diese für Insekten hochgiftige Stoffgruppe relativ neuer, moderner Schädlingsbekämpfungsmittel häufig einen sehr negativen Einfluss auf die Vitalität von Bienenvölkern hat. Insbesondere in Kombination mit anderen Belastungen wie z. B. Nosemose oder Varroose kann es dann viel leichter zu Völkerzusammenbrüchen kommen. Durch die EU-Kommission wurden einige Neonicotinoide für gewisse Zeit verboten, um zu beobachten, ob sich dadurch die Situation der Bienenvölker verbessert.
Ein Team um Lena Wilfert, die damals an der University of Exeter (Großbritannien) tätig war, hat das Genom des Deformed wing virus (DWV), eines von 22 bekannten Honigbienen-Viren, untersucht und kam zu dem Schluss, dass sich das Virus im 20. Jahrhundert von Europa aus verbreitet hat. Es wird ein Zusammenhang zwischen der CCD und dem DWV vermutet.
Neuere Ergebnisse deuten darauf hin, dass möglicherweise der Anstieg von Kohlenstoffdioxid in der Erdatmosphäre durch die Verbrennung fossiler Energieträger Bienensterben begünstigt. Höhere CO2-Konzentrationen in der Atmosphäre führen bei vielen Nutzpflanzenarten zu einem Rückgang der Proteinwerte und damit des Nährwertes, was auch für bestimmte wichtige Pollenlieferanten wie z. B. die Kanadische Goldrute zutrifft. Bei diesem wurden infolge des CO2-Anstiegs von 280 auf 398 ppm zwischen 1842 und 2014 Proteinrückgänge von rund einem Drittel festgestellt; dass der CO2-Anstieg ursächlich war, wurde anschließend im Labor durch Tests mit verschiedenen CO2-Levels zwischen 280 und 500 ppm experimentell bestätigt. Da Pollen der einzige Proteinlieferant für Bienen sind, kann dies die Gesundheit von Bienen schwächen und zum Absterben von Völkern führen.

## Wissenschaftliche Forschung
Aufgrund der Bedeutung der Honigbienen sind die Bienen Gegenstand wissenschaftlicher Forschung. Die Bienenkunde (lat. Apidologie) beschäftigt sich mit der Insektengruppe der Honigbienen und speziell ihren Funktionen als Bestäuber von Nutzpflanzen und ihrer Direktnutzung durch die Gewinnung von Bienenhonig. Forschungsabteilungen dazu gibt es an mehreren deutschen und österreichischen Universitäten, zum Teil mit der Einrichtung von Lehrstühlen wie in Frankfurt am Main, Halle, Jena und Linz. Forschung findet auch an verschiedenen Landesanstalten für Bienenkunde in Deutschland statt, wie etwa der Bayerischen Landesanstalt für Weinbau und Gartenbau oder der Landesanstalt für Bienenkunde an der Universität Hohenheim in Baden-Württemberg. In Österreich betreibt das Bundesamt und Forschungszentrum für Landwirtschaft (BFL) das Institut für Bienenkunde. Ein Institut für Bienengesundheit besteht an der Universität Bern.

## Genom
Das nahezu vollständige Genom der Westlichen Honigbiene wurde mittlerweile zu ca. 90 % sequenziert und besteht nach Angaben der Forscher aus 12.398 Genen mit rund 238 Millionen Basenpaaren. Das Genom des Menschen ist etwa zehnmal größer.
Bei der Entzifferung der Gensequenz konnten auch Anlagen für 163 chemische Geruchs-Rezeptoren, aber nur für 10 Geschmacksrezeptoren gefunden werden. Neben der Entdeckung neuer Gene für die Nutzung von Pollen und Nektar wurde festgestellt, dass die Westliche Honigbiene im Vergleich zu vielen anderen Insekten weniger Gene für angeborene Immunität, Entgiftung und Bildung der Cuticula besitzt.
Auf Grund populationsgenetischer Analysen wird Afrika als ursprüngliche Heimat der Westlichen Honigbiene angesehen und gefolgert, dass ihre Ausbreitung nach Europa in zwei voneinander unabhängigen Wanderungen geschehen sein muss. Die genetische Diversität der afrikanischen Bienen ist dadurch höher als diejenige der europäischen.

## Bienen im Recht
In Deutschland hat das heutige Bienenrecht eine lange Tradition und ist im BGB verankert. Die Regelungen im österreichischen ABGB gehen zum Teil auf das Jahr 1812 zurück.
In den österreichischen Bundesländern Wien, Niederösterreich, Steiermark und Kärnten ist grundsätzlich nur die Haltung oder Zucht von Kärntner Bienen mit ihr zugehörigen Stämmen und Linien zulässig. Die Haltung anderer „reinrassiger“ Bienen bedarf dort einer Genehmigung.

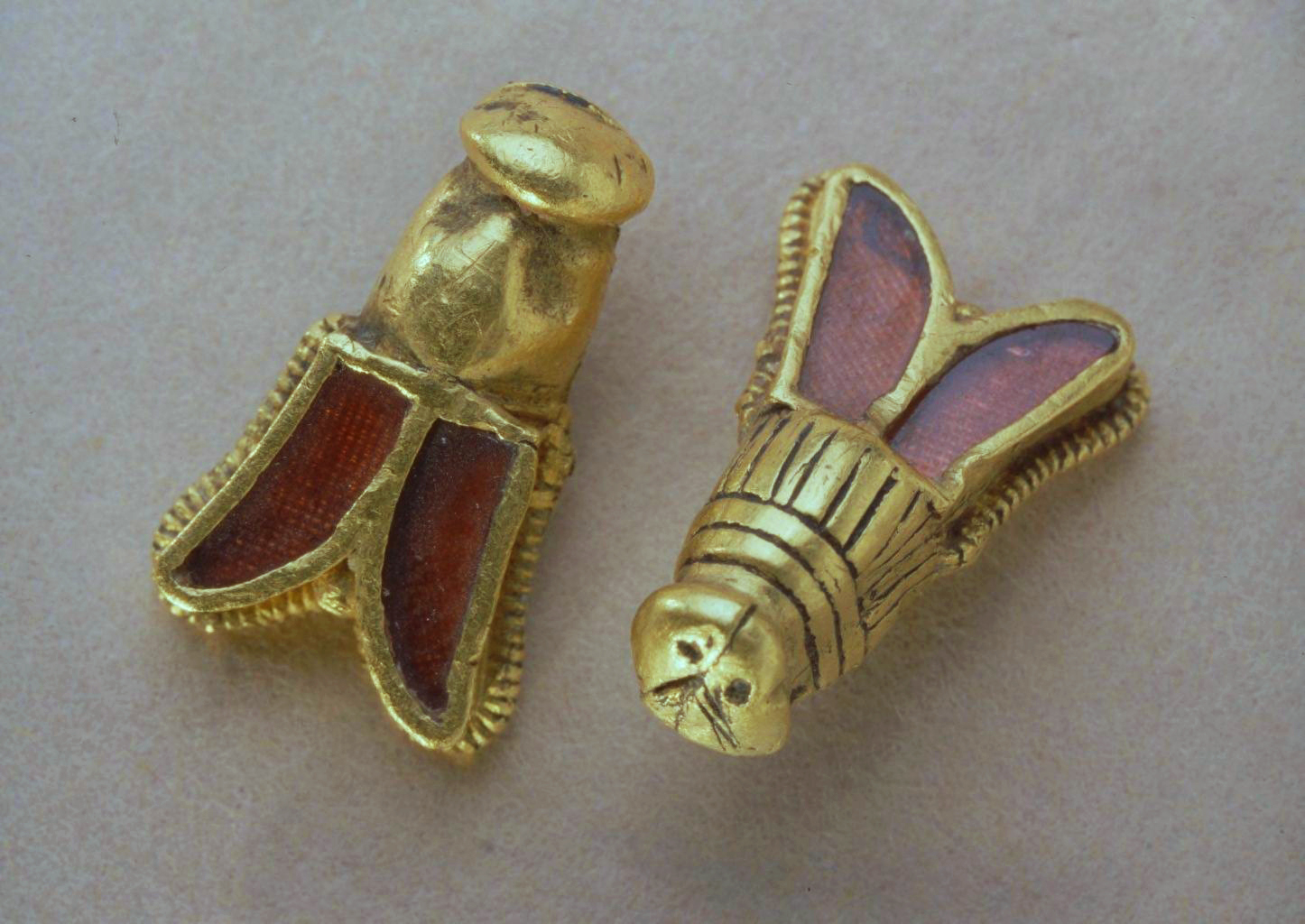
Goldbienen aus dem Grab des Childerich I.

## Bienen in der Heraldik
Die florentinische Familie Barberini trug Bienen im Wappen, ebenso der aus ihren Reihen stammende Papst Urban VIII. Napoleon Bonaparte hat die Biene im Wappen vielen Städten als Auszeichnung (Bonne ville de l’Empire français) zukommen lassen.

## Symbolische Deutung
Als Inbegriff des Fleißes wird die Biene als Symbol vielfach verwendet; zum Teil wird statt der Biene auch auf das Bienenkorb-Symbol (beispielsweise als Spardose) oder die typische Wabenstruktur zurückgegriffen.
Aufgrund antiker Vorstellungen von der nicht-sexuellen Vermehrung der Honigbienen konnten sie in christlicher Literatur zum verbreiteten Bild für religiös motivierte Sexualaskese werden.

## Videos
Das Institut für Bienenkunde (Oberursel) hat achtzehn hochauflösende Videos unter freier Lizenz im Anhang einer Fachveröffentlichung publiziert, in denen das Verhalten von Honigbienen im Inneren der Zellen ihrer Waben dokumentiert wird, siehe: Paul Siefert, Nastasya Buling und Bernd Grünewald: Honey bee behaviours within the hive: Insights from long-term video analysis. In: PLoS ONE. Band 16, Nr. 3, 2021, e0247323, doi:10.1371/journal.pone.0247323.